# Friedrich Grimm (Jurist)

Friedrich Grimm

Friedrich Wilhelm Johannes Grimm (* 17. Juni 1888 in Düsseldorf; † 16. Mai 1959 in Freiburg im Breisgau) war ein deutscher antisemitischer und nationalsozialistischer Politiker, Jurist, Publizist und Propagandaredner. Er bekämpfte den Friedensvertrag von Versailles, verteidigte Fememörder, unterstützte den Aufstieg und die Verbrechen von Nationalsozialisten und bekämpfte Widerstandskämpfer und NS-Gegner wie David Frankfurter, Herschel Grynszpan oder Berthold Jacob. Außerdem war er ein bedeutender Exponent der nationalsozialistischen Frankreichpolitik.
Nach 1945 machte er mit der Verharmlosung von NS-Verbrechen, der Verteidigung beziehungsweise Beteiligung an der Verteidigung von NS-Verbrechern sowie diverser Vorschläge für eine Generalamnestie von NS-Tätern von sich reden. Beim Naumann-Kreis (dem Versuch ehemaliger NS-Funktionäre, die FDP Nordrhein-Westfalen zu unterwandern) wirkte er als Impulsgeber. Zu späteren Akteuren des Naumann-Kreises wie Ernst Achenbach, Werner Best, Wolfgang Diewerge, Herbert Lucht oder Hans Fritzsche bestanden Verbindungen aus der Zeit des Nationalsozialismus.

## Im Kaiserreich
Grimm, der Sohn eines Eisenbahnlandmessers, absolvierte 1907 am Burggymnasium in Essen das Abitur und studierte Rechtswissenschaften an der französischsprachigen Universität in Genf, ein Semester an der Friedrich-Wilhelms-Universität in Berlin und ein Semester an der Philipps-Universität in Marburg. Er beendete sein Studium an der Westfälischen Wilhelms-Universität in Münster, wo er 1910 mit einer Arbeit über die Schuldausschließung bei Minderjährigen promovierte.
Grimm war 1912 als Gerichtsreferendar einem Sonderdezernat für Streiksachen bei der Staatsanwaltschaft Essen zugeteilt. 1914 wurde er Sozius der Kanzlei von Adolf Kempkes in Essen, der nach 1918 Generalsekretär der Deutschen Volkspartei wurde.
Wegen eines Augenleidens fungierte Grimm im Ersten Weltkrieg als Soldat in der Etappe. Zunächst wurde er als Dolmetscher und Briefzensor bei Kriegsgefangenen eingesetzt, Später wurde er mit der Verteidigung von Franzosen und Belgiern vor deutschen Militärgerichten im besetzten Belgien betraut.

## In der Weimarer Republik
1921 habilitierte er bei Rudolf His und Paul Krückmann in Münster mit einer völkerrechtlichen Arbeit über den seit Anfang 1920 in Kraft getretenen Versailler Friedensvertrag.
Beide Professoren waren für ihre Kriegsbegeisterung und ihre antifranzösische Haltung bekannt. Genau wie Grimm lehnten sie den Vertrag von Versailles ab und betrieben seine Revision.
Nach seiner Habilitation wirkte Grimm ab 1922 als Privatdozent an der Universität in Münster. Seine Antrittsvorlesung behandelte das Thema „Handeln aus Vaterlandsliebe als Schuldaussschließungsgrund im Lichte des französischen Rechts.“. Die Idee, dass aus patriotischen Gründen handelnde Täter durch dieses Motiv entlastet werden würden, war in den folgenden Jahren ein Leitgedanke vieler Vertretungen von wegen politisch motivierten Gewalttaten Angeklagten aus dem nationalen Lager, die Grimm übernahm. 1927 wurde er in Münster außerordentlicher Professor für Internationales Recht. Und von 1923 bis 1933 war Grimm Mitherausgeber der Deutschen Juristen-Zeitung (DJZ). Grimm gab als Beruf selbstständiger Rechtsanwalt an.
Grimm tat sich während der Weimarer Republik vor allem als erfolgreicher Rechtsanwalt in zahlreichen politischen Prozessen hervor, in denen Täter aus nationalistischen oder republikfeindlichen Kreisen angeklagt waren, unter anderem im Stettiner Fememordprozess. Seine Tätigkeit als Anwalt war von einer großen Zahl propagandistischer Publikationen begleitet.

### Gegen den Versailler Vertrag und seine Folgen
Direkt nach der Niederlage Deutschlands verteidigte Grimm den saarländischen Industriellen Robert Röchling (Völklinger Hütte), der noch 1918 verhaftet und wegen Kriegsverbrechens vor ein französisches Militärtribunal gestellt worden war. Röchling wurde vorgeworfen, als Beauftragter des Kriegsministeriums im besetzten Frankreich Rohstoffe und Maschinen beschlagnahmt und für seine Werke eingesetzt zu haben. Grimm war erfolgreich, denn die Freiheitsstrafe von zehn Jahren für Röchling wurde ausgesetzt und Röchling nach 22 Monaten Untersuchungshaft freigesprochen.
Später trat Grimm in zahlreichen Prozessen vor den gemischten Schiedsgerichten des Versailler Vertrages in Paris, Brüssel, Rom und Bukarest auf. Dabei vertrat er auch Firmen der Großindustrie. Vor dem deutsch-rumänischen Schiedsgericht vertrat Grimm den Industriellen und Politiker der Deutschen Volkspartei Hugo Stinnes bei Patentstreitigkeiten. Stinnes galt seit Anfang der 1920er Jahre allgemein als das Sprachrohr der deutschen Wirtschaft und vertrat diese u. a. bei Reparationsverhandlungen. Grimm war deswegen ständig auf Reisen in die Hauptstädte Europas.
Weitere Gerichtsverfahren waren die Folge der Ruhrbesetzung durch Frankreich 1923 aufgrund der unzureichenden Erfüllung von Reparationsverpflichtungen durch Deutschland. Grimm verteidigte in französischen Kriegsgerichtsverfahren Prominente wie Fritz Thyssen, Gustav Krupp und den Duisburger Oberbürgermeister Karl Jarres.
Bekannt wurde Grimm durch seine Verteidigertätigkeit in Prozessen gegen nationalistische Gruppierungen. Er verteidigte Freikorpskämpfer wie Paul Goerges und den in Deutschland als „Märtyrer“ angesehenen Albert Leo Schlageter. Beide hatten unabhängig voneinander in ähnlicher Weise versucht, Bahnlinien zu sprengen, um Handlungen der französischen Besatzer zu stören. Trotz Grimms Einsatz wurden sie zum Tode verurteilt. Erfolgreicher verteidigte er vor einem belgischen Kriegsgericht in Aachen den 18-jährigen Grafen Keller und seine Freunde, die in der Gegend von Neuss, mit aus einer Reichswehrkaserne stammendem Sprengstoff beladen, gefasst wurden. Deren Todesstrafe wurde in Gefängnisstrafen umgewandelt. Besonders aus den Prozessen mit und in Frankreich ergaben sich für Grimm später sehr nützliche Kontakte zu hohen französischen Politikern und Beamten.
Die Revision des Versailler Vertrages bildete einen ersten publizistischen Schwerpunkt seiner Arbeit, den er sein Leben lang weiterverfolgte. Den Titel eines Ehrensenators der Universität Marburg erhielt er 1927, weil er sich „tapfer und unentwegt für die Interessen seines Vaterlandes in schwerster Bedrängnis eingesetzt hat“, womit sein Kampf gegen die Ergebnisse von Versailles gemeint sein dürfte.

### Hilfe für Fememörder und rechtsextreme Attentäter

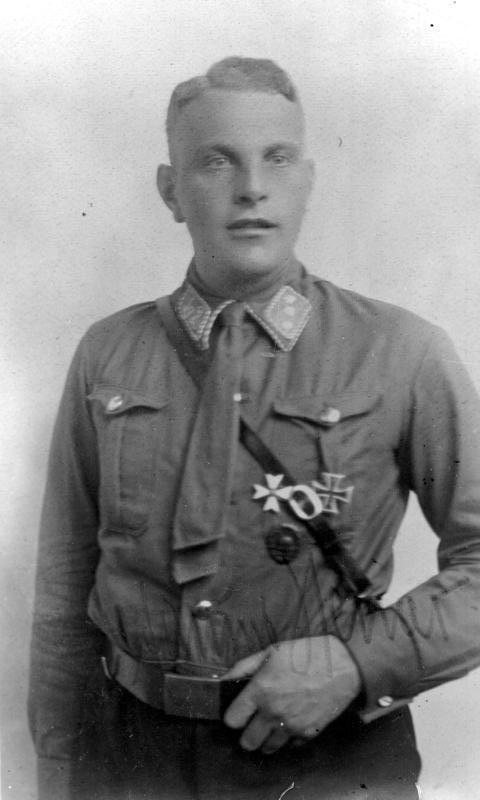
Edmund Heines in SA-Uniform (1922)

Grimm war auch bei der Bekämpfung des linksrheinischen Separatismus engagiert. Mordtaten gegen zum Teil von Frankreich unterstützte Separatisten hieß er gut, so die Ermordung von Mitgliedern der separatistischen Pfälzer Regierung in Speyer am 9. Januar 1924 im Auftrag der bayerischen Staatsregierung. Die Pfalz gehörte damals zu Bayern. Grimm lieferte den Attentätern nachträglich einen Rechtfertigungsgrund, der ihre Tat als Staatsnothilfe legitimierte.
Seinen Ruf in republikfeindlichen und nationalsozialistischen Kreisen baute er mit der Verteidigung von „Fememördern“ wie dem nationalsozialistischen Politiker, SA-Führer und Mörder Edmund Heines oder dem nationalsozialistischen Politiker, Führer der Schwarzen Reichswehr und Mörder Paul Schulz, genannt „Feme-Schulz“, aus, mit dem er befreundet war. Grimm verteidigte auch den Fememörder Richard Eckermann, dessen Freispruch damit begründet wurde, dass Eckermanns Mord im Auftrag einer Einheit der Schwarzen Reichswehr ein Notwehrakt für den Staat gewesen sei und deshalb unbestraft bliebe. Über seine Verteidigung von Republikgegnern und Nationalsozialisten hielt Grimm auch öffentliche Vorträge, die sehr guten Anklang fanden und in Buchform erschienen. Verleger des Buches „Oberleutnant Schulz. Femeprozesse und Schwarze Reichswehr“ von 1929 war der völkisch-nationalsozialistische Verlagsbesitzer Julius Friedrich Lehmann. Die Vorträge, Broschüren und Denkschriften waren Teil einer Kampagne zur Amnestierung der Fememörder, die im Oktober 1930 zur Niederschlagung der noch laufenden Verfahren und zur Freilassung der noch inhaftierten Täter führte. Eine Amnestie war erst nach dem Wahlerfolg der NSDAP 1930 möglich geworden. Die 107 Reichstagsabgeordneten der NSDAP sicherten die hierzu notwendige Zweidrittelmehrheit. Nach der Machtergreifung wandte sich Grimm am 16. Mai 1933 an den damaligen Staatssekretär Roland Freisler und regte eine Entschädigung der Fememörder an. Freisler hatte diese zuvor zu „Helden der Nation“ erklärt.
Die Verteidigung von Fememördern hatte Grimm schon vor 1933 in Kontakt mit ranghohen NSDAP-Funktionären wie Walter Buch, Wilhelm Frick, Franz Xaver Ritter von Epp gebracht. Diese drei nannte er nach 1945 Männer mit „gemäßigten, vernünftigen Anschauungen“. Bereits während der französischen Besetzung der Pfalz hatte Grimm mit der NSDAP Absprachen über deren Propaganda getroffen, um in einem Prozess eine bessere Position zu haben.

## In der Zeit des Nationalsozialismus

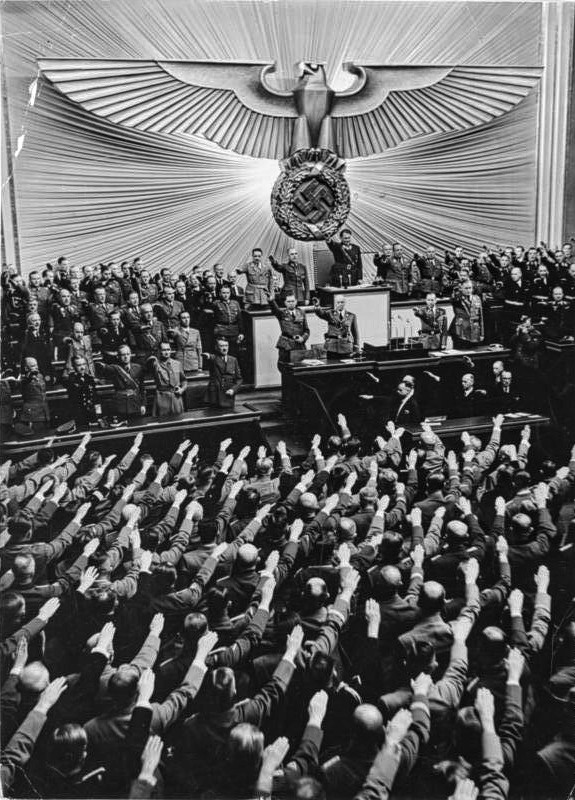
Adolf Hitler und NS-Führung beim Hitler-Gruß, Reichstagssitzung am 19. Juli 1940 zum Ende des Frankreichfeldzuges (NS-Pressefoto)

### Grimms Antisemitismus
Der Antisemitismus war ein herausragendes Element in Grimms politischer Haltung, die er auf Grund seiner politikberatenden Funktion nicht nur propagandistisch kundtat, sondern auch durch Beteiligung an Repressionen und Verfolgung praktizierte. Sein Antisemitismus setzt dabei nicht erst 1933 ein.
Anfang 1929 unterzeichnete er einen Aufruf des von Alfred Rosenberg gegründeten antisemitischen Kampfbundes für deutsche Kultur, der das Ziel vertrat „das deutsche Volk über die Zusammenhänge zwischen Rasse, Kunst und Wissenschaft, sittlichen und willenhaften Werten aufzuklären.“ Unter den Mitunterzeichnern finden sich mehrere antisemitische Propagandisten etwa Eva Chamberlain, Franz von Epp, Gustaf Kossinna, Julius Friedrich Lehmann, Alfred Rosenberg, Paul Schultze-Naumburg oder Winifred Wagner.
Im April 1933 war Grimm im Justizministerium mit Reichsjustizminister Franz Gürtner und seinem damaligen Staatssekretär Franz Schlegelberger an der Abfassung des Gesetzes zur Wiederherstellung des Berufsbeamtentums und des Gesetzes über die Zulassung zur Rechtsanwaltschaft beteiligt. Mit diesen am 1. und am 7. April 1933 erlassenen Vorschriften wurde ein Berufsverbot für Großteile der „jüdischen“ und demokratischen Beamten und Anwälte bewirkt. Grimm begrüßte dieses Berufsverbot in einem in der DJZ im Frühsommer 1933 erschienenen Aufsatz als „Bekenntnis zur Legalität“. Dieses erste Berufsverbot sah eine Ausnahme für Anwälte vor, die im Ersten Weltkrieg als Soldaten gekämpft hatten. Diese konnten die Behörden aber nach Belieben über eine Extraklausel außer Kraft setzen. Die Ausnahme „Frontkämpferprivileg“ wurde insgesamt 1935 mit dem Reichsbürgergesetz außer Kraft gesetzt, so dass alle jüdischen Anwälte und Juristen Berufsverbot hatten.
Grimms nationalsozialistische und antisemitische Haltung galt als vorbildhaft und entsprechende Publikationen wurden aus dem Reichspropagandaministerium gefördert, in Anweisung Nr. 62 vom 12. Januar 1938 wird das Erscheinen eines Artikels von Grimm in der Zeitschrift Deutsche Justiz über die „Judenfrage in Rumänien“ protegiert: „Die deutsche Presse wird auf die Wichtigkeit dieses Artikels hingewiesen.“ Überhaupt wurden viele seiner Bücher und Broschüren mit Mitteln des Propagandaministeriums, des Auswärtigen Amtes oder der NSDAP herausgegeben.
Grimms tiefgehender Antisemitismus wurde auch an scheinbaren Nebensächlichkeiten deutlich: In einer Abhandlung über den Mord an Wilhelm Gustloff, der den emigrierten Schriftsteller Emil Ludwig 1936 zu einem in vielen Sprachen nachgedruckten Buch veranlasst hatte, belegte Grimm 1938 den Schriftsteller mit dem Namen Emil Ludwig Cohn. In einem von Grimm 1953 in der Bundesrepublik veröffentlichten Buch hieß der Schriftsteller dagegen wieder Emil Ludwig, diesmal mit dem Zusatz „der bekannte jüdische Schriftsteller“. Dabei war Ludwig ein Deutscher genau wie Grimm.
Auf einer Tagung des Außenpolitischen Amtes der NSDAP, für das er häufig als Referent tätig war, tititulierte er 1938 den republikanisch gesinnten ehemaligen Berliner stellvertretenden Polizeipräsidenten Bernhard Weiß als „Isidor“ Weiß, wie dies früher Goebbels häufig getan hatte.
1941 räsonierte Grimm bei einem Vortrag vor der Arbeitsgemeinschaft Strafrechtspflege des Nationalsozialistischen Rechtswahrerbundes über den schlechten Ruf der Strafverteidiger. Daran seien die Juden schuld: „Der jüdische Verteidiger, der der Meister der Rabulistik und der Kunst des Verdrehens war, der sich bemühte, aus schwarz weiß zu machen, hat dem Anwaltsstande sehr geschadet“.
Grimm machte für alle Reaktionen aus dem Ausland auf die Verfolgung der Juden die „Jüdische Weltverschwörung“ – manchmal von ihm auch „Alljuda“ oder „Weltjudentum“ genannt – verantwortlich. Ein Beweis für die Existenz von „Alljuda“ war für ihn die Aktivität der Ligue Internationale Contre l’Antisémitisme (LICA) mit Sitz in Paris. Die LICA trat den Nazis, wo es ging, publizistisch entgegen. Da Grimm international antisemitisch tätig war, hatte er demzufolge häufig mit der LICA zu tun und fühlte sich in seinem Vorurteil gegenüber dem Weltjudentum immer wieder bestätigt.
Auch nach 1945 bezeichnete er in einem postum erschienenen autobiographischen Werk in typisch antisemitischer Diktion den Zweiten Weltkrieg als einen „außenpolitischen deutsch-jüdischen Krieg“.

### Weitere Karriere im Nationalsozialismus
Bis 1933 gehörte Grimm der DVP an. Dann trat er zum 1. Mai 1933 in die NSDAP ein (Mitgliedsnummer 2.550.332). Bereits im Mai 1932 hatte Grimm die erste persönliche Begegnung mit Adolf Hitler, der ihn zusammen mit den NSDAP-Funktionären Paul Schulz und Walter Funk in seiner Privatwohnung in Essen aufsuchte. Bei dieser Gelegenheit waren juristische Fragen einer Revision des Versailler Vertrages Thema. Kurz danach lud Hitler ihn mit seiner Frau auf den zu der Zeit noch gemieteten Berghof ein. Dort traf er am 11. August 1932 auch das Ehepaar Goebbels an. Grimm und Hitler waren sich einig, dass es viele Revisionsmöglichkeiten für den Versailler Vertrag gebe. Grimm betonte später in seiner Autobiografie nach dem Krieg stolz, dass Hitler ihn trotz der Anwesenheit der anderen Gäste allein in sein privates Wohnzimmer bat, wo sie das Gespräch zu zweit fortsetzten. Grimm war nach 1933 für die Nationalsozialisten ein wirksamer Unterstützer und vor allem ein Propagandist der aggressiven Außenpolitik.
Im November 1933 wurde Grimm Mitglied des als Pseudovolksvertretung zu wertenden nationalsozialistischen Reichstags. Zuerst als Hospitant und dann als Vollmitglied der NSDAP-Fraktion. Er behielt sein Mandat bis zum Untergang des Dritten Reiches.
Hitler und Grimm trafen sich bei zahlreichen Gelegenheiten. Meistens suchte Grimm Hitler in der Reichskanzlei auf. Grimm schätzte Hitler seinerseits nicht nur, sondern er verehrte ihn nahezu abgöttisch:

„Wer Adolf Hitler aus der Nähe geschaut hat, wer unter dem Bann seiner hinreißenden Rede stand, kann sich der Erkenntnis nicht verschließen, daß dieser Mann eine Mission hat, eine Sendung, die ihn erfüllt, an die er glaubt, an die alle seine Anhänger glauben mit der Kraft, die da Berge versetzt. Das aber ist das Wesentliche an dieser Erkenntnis, daß die Mission, die Adolf Hitler zuteil wurde, die historische Mission, die ihn über alle anderen Volksgenossen heraushebt, eine deutsche Mission ist, eine Mission, die uns alle angeht, der wir uns nicht entziehen können, wie immer wir uns auch im einzelnen zu der Bewegung und ihren Zielen stellen mögen, eine Mission, die von einer ganz großen, letzten Idee beherrscht wird, vor der alles Kleine und Unwesentliche zurücktreten muß. Diese Idee heißt: Ein Volk, ein Reich, ein Führer; Überwindung des deutschen Partikularismus in jeder Form; ein deutsches Volk, das Reich der Deutschen; die Verwirklichung der jahrhundertealten Sehnsucht; das ist Hitlers deutsche Sendung.“

Grimm bekleidete auch ein hohes Amt in der NSDAP. Er war im Reichsrechtsamt – Amt für Rechtsbetreuung des deutschen Volkes (gleichzeitig Abteilung III der Rechtsabteilung der Reichsleitung der NSDAP) Stellvertreter des Amtsleiters Walter Raeke.
Grimms Übereinstimmung mit der Politik der NSDAP bezog sich auch auf die Ermordung politischer Gegner. Grimm entwickelte eine Theorie, nach der das Begehen von politischem Mord als „Tötung in außergewöhnlicher Zeit“ entschuldbar sei. Das Urteil darüber treffe der Führer als oberste Instanz des Staates. Dagegen dürfe niemals „der Einzelne zum Richter darüber werden, ob ein anderer Mensch ein politischer Schädling ist, der beseitigt werden muß. Politische Schädlinge auszumerzen ist Sache des Staates“.
Zwischen Grimm und Hitler bestand auch eine weitgehende politische Übereinstimmung über den Zusammenhang zwischen Außenpolitik und der Politik des Antisemitismus:
- Deutschland sei durch den Versailler Vertrag geknechtet. Schuld daran sei das internationale Judentum, das in Frankreich, England und den USA sehr einflussreich sei und sich zum Ziel gesetzt habe, Deutschland zu zerstören. Frankreich sei der Erbfeind, der Polen im Bund mit England zur Schmach Deutschlands zur Annexion des Korridors verholfen habe. Nahezu alle Ergebnisse des Versailler Vertrages müssten revidiert werden.
- Das internationale Judentum habe es sich zum Ziel gesetzt, Deutschland in seinem eigenen Land zu majorisieren und mit Hilfe des internationalen Judentums zu vernichten. Deshalb sei es ein Akt der Notwehr, gegen die Juden im Inland und Ausland hart vorzugehen.
- Das demokratische System sei eine Einrichtung der Juden und habe Unglück über Deutschland gebracht.
- Auch der Sowjetstaat sei ein Gebilde der Juden. Schon daher gelte es, ihn zu zerstören.
- Deutschland sei gezwungen, im Osten Krieg zu führen. Erst gegen Polen und die Tschechoslowakei wegen der deutschen Gebiete und dann gegen die Sowjetunion. Dort gelte es, den deutschen Lebensraum zu erweitern.
- Der Krieg im Osten werde auf den Widerstand Frankreichs und Großbritanniens treffen. Daher müsse zuerst Frankreich, das durch die Herrschaft der Juden ein gefährlicher Faktor sei, und das dann vermutlich mit ihm verbündete Großbritannien niedergerungen werden.
- Deutschland habe Anspruch auf die führende Rolle in Europa und in der Welt, denn es sei die kulturell und materiell überlegene Nation.

Grimm war der prominente Anwalt des Dritten Reiches in außenpolitischen Dingen, was zugleich propagandistische Tätigkeit bedeutete. Für Hitlers Rede vor dem Reichstag vom 21. Mai 1935 – von Grimm die Friedensrede von 1935 genannt –, in der Hitler die Wiederaufrüstung des deutschen Reiches entgegen allen bisher gültigen Verträgen ankündigte, steuerte Grimm Gedanken bei.
Grimm spezialisierte sich auch auf das Abhalten von Vorträgen als Propagandaredner der NSDAP. Allein für 1935 sind 127 Vorträge in Deutschland und 12 im Ausland dokumentiert, wobei die Zuhörerzahl 1.000 oder 10.000 Personen erreichen konnte. 1938/1939 war er Dozent an dem von Kurt Wagner geleiteten Schulungshaus des Außenpolitischen Amtes der NSDAP. Sein Hauptthema war der Vertrag von Versailles und die Politik seiner Revision – also die Außenpolitik, die die Nazis vorhatten.
Grimm hielt keine Vorlesungen für seine Studenten, sondern Vorträge vor nationalsozialistischen Jugend- und Studentenverbänden. In der Planung der NSDAP-Auslandsorganisation für die Reden zum 1. Mai 1935 im Ausland war Grimm als einer von 52 Rednern der NSDAP-Auslandsorganisation vorgesehen – sein Einsatzort war Kairo. 1935 nahm er als Vortragender der zweiten Tagung der Internationalen Arbeitsgemeinschaft der Nationalisten in London teil und referierte über „Hitler und Europa“.
Grimm war Fördermitglied im Kampfbund für deutsche Kultur von Alfred Rosenberg.
1937 wurde Grimm als Rechtsanwalt am Kammergericht Berlin, dem damaligen Berliner Oberlandesgericht, zugelassen.

### Grimm als Anwalt der NS-Regierung

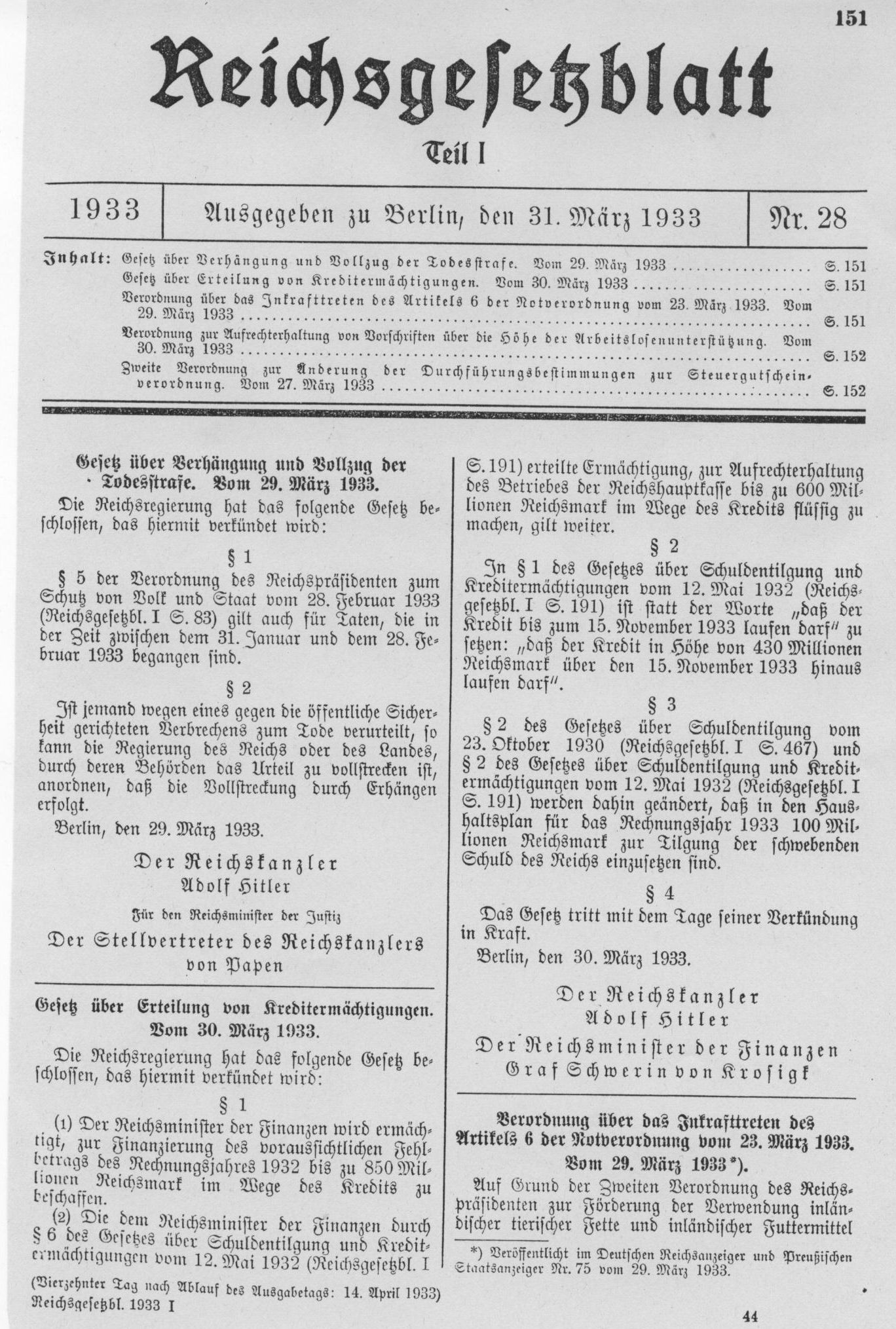
Reichsgesetzblatt vom 31. März 1933: „Gesetz über Verhängung und Vollzug der Todesstrafe“ – das sogenannte „Lex van der Lubbe“

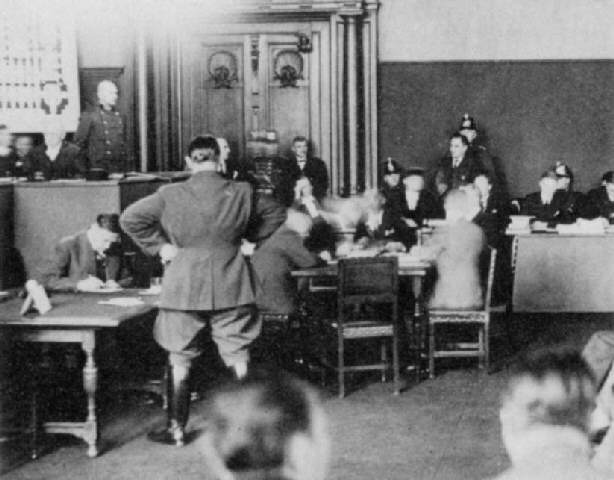
Auftritt Hermann Görings (mit dem Rücken zum Betrachter stehend, die Fäuste in die Taille gedrückt) beim Reichstagsbrandprozess

#### Reichstagsbrandprozess 1933
Der Reichstagsbrandprozess, der am 21. September 1933 begann, war der erste Prozess, bei dem Grimm im Auftrag der NS-Regierung agierte. Der Reichstag war am 27. Februar 1933 in Brand gesteckt worden. Die meisten politischen Beobachter im In- und Ausland vermuteten, dass die Nationalsozialisten selber den Brand gelegt hatten. Denn sie lehnten einerseits den Parlamentarismus ab, zum anderen hatte ihnen der Brand gute Vorwände zur Verfolgung der linken Parteien geliefert und zur Übernahme der diktatorischen Macht im Lande. Die regierenden Nationalsozialisten wollten sich also einerseits selbst verteidigen und demonstrieren, wie korrekt und gerecht der deutsche Staat funktioniere. Zum anderen wollte die Regierung aus dem Reichstagsbrandprozess einen Schauprozess gegen die KPD machen. Grimm war als Beauftragter des Reichspropagandaministeriums für die Beeinflussung der ausländischen Journalisten zuständig und nahm am Prozess teil. Er saß am Regierungstisch neben dem Vertreter von Ministerpräsident Göring.
Der Prozessverlauf entsprach nicht ganz den Wünschen der Nationalsozialisten; eine Verschwörung der KPD war nicht nachweisbar. Die KP-Funktionäre wurden freigesprochen. Marinus van der Lubbe wurde nur als Einzeltäter verurteilt – er erhielt die Todesstrafe. Für Brandstiftung war eigentlich keine Todesstrafe vorgesehen. Diese Verhängung der Todesstrafe basierte auf einem nach dem Reichstagsbrand erlassenen Gesetz, der sogenannten Lex Lubbe, womit der Grundsatz Nulla poena sine lege verletzt war, der einer der grundlegenden Bestandteile jeden Rechtsstaates ist. Grimms Aufgabe war es unter anderem, die ausländischen Korrespondenten davon zu überzeugen, dass das Gesetz über die Todesstrafe für Brandstiftung und der ganze Prozess rechtsstaatskonform seien.
Grimm war davon überzeugt, dass Lubbe nicht allein gehandelt haben könne und vermutete die Anwesenheit von weiteren unbekannten Personen, die weder Kommunisten noch Nationalsozialisten waren. Er sprach von Hintermännern und hielt bis zu seinem Tod an dieser Verschwörungstheorie fest. Dahinter steckte die Überzeugung, dass hinter jeder Kritik und Aktion gegen Deutschland das Internationale Judentum stecke.
Kurze Zeit nach dem Prozess wurde ein Buch über den Prozess von dem Verteidiger Alfons Sack veröffentlicht, der den deutschen KPD-Funktionär und einige Jahre später als Gestapoagent gehandelten Ernst Torgler verteidigt hatte. Zu diesem Buch hatte Grimm das Vorwort geschrieben.

#### Der Prozess Jabès gegen van Meeteren und Safarowsky (Kairo 1933/1934)
Grimm wurde zusammen mit dem antisemitischen Öffentlichkeitsarbeiter des Propagandaministeriums Wolfgang Diewerge vom Auswärtigen Amt und dem Propagandaministerium als Vertreter von Nazi-Interessen zum von der NS-Propaganda als „Kairoer Judenprozess“ titulierten Verfahren nach Kairo geschickt. Wilhelm van Meeteren, der ägyptische Vertreter der Firma Siemens und Präsident des Deutschen Vereins in Kairo, hatte 1933 nach Vorlagen der NSDAP eine Broschüre „Die Judenfrage in Deutschland“ hergestellt und vertrieben. Diese Broschüre war ein antisemitisches Pamphlet, das mit wüsten Beschimpfungen die Verfolgung der Juden in Deutschland rechtfertigen sollte und zum Hass auf die Juden in der ganzen Welt anstacheln wollte. Daraufhin hatte der ägyptische Geschäftsmann jüdischen Glaubens Umberto Jabès mit Unterstützung der französischen LICA Anzeige gegen van Meeteren vor einem internationalen „Gemischten Gericht“ in Kairo wegen Beleidigung und Aufhetzung zum Rassenhass erstattet. In der sich anschließenden Verhandlung war Grimm so vorsichtig, eine sachliche Prüfung des Inhaltes dieses Pamphlets zu verhindern: „In der Hauptverhandlung erhob ich nur den Einwand mangelnder Klageberechtigung. Hier klagten drei einzelne Personen wegen Beleidigung des gesamten Judentums. Das war unzulässig“. Grimm hatte mit diesem „Advokatenkniff“ Erfolg, so dass die Klage ohne Erörterung des Sachverhaltes abgewiesen wurde. Noch 1953 vertrat Grimm die Meinung, dass es sich bei der Broschüre um eine sachliche, durch objektive Statistiken belegte Darstellung des Vormachtstrebens der „jüdischen Rasse“ in Deutschland gehandelt habe, das die Bekämpfung des Judentums durch die Nationalsozialisten notwendig gemacht habe.
Dieser Prozess erregte weltweit Aufsehen und verbesserte die internationale Aufklärung über die Verfolgung der Juden in Deutschland. Nachdem Jabès unterlegen war, diente der Prozess als nachträgliche Rechtfertigung für den „Judenboykott“ am 1. April 1933.
Sowohl Diewerge als auch Grimm verfassten bereits 1934 antisemitische Propagandaschriften über diesen Prozess.

#### „Heim ins Reich“ – Grimms Rolle bei der Abstimmung über das Saargebiet
Nach dem Ersten Weltkrieg war das Saargebiet auf Grund des Versailler Vertrag (dort als „Saarbeckengebiet“ bezeichnet) vom Deutschen Reich getrennt. 1920 wurde es mit einem Mandat des Völkerbundes für 15 Jahre unter französische Verwaltung gestellt. Danach sollte eine Volksabstimmung über das Schicksal des Saargebietes entscheiden. Grimm unterstützte als Redner der NSDAP die Rückkehr des Saargebietes ins Reich propagandistisch. 1934 wurde sein 135-seitiges Buch: Frankreich an der Saar: Der Kampf um die Saar im Lichte der historischen französischen Rheinpolitik in der Hanseatischen Verlagsanstalt, einem Verlag der NSDAP publiziert.
6000 Exemplare dieses Buchs überließ die NSDAP kostenlos der katholischen Kirche zur Verteilung, da sie diese selbst nicht verteilen konnten. Grimm hatte dazu den Erzbischof von Trier Franz Rudolf Bornewasser überredet, zu dessen Diözese die saarländischen Gemeinden gehörten. Grimm selbst hatte ein Einreiseverbot ins Saargebiet, da seine dortige Agitation nicht geduldet wurde. Nach der gewonnenen Abstimmung gehörte das Saargebiet ab dem 1. März 1935 wieder uneingeschränkt zum Deutschen Reich.

#### Entführung von Berthold Jacob aus der Schweiz durch die Gestapo (1935)

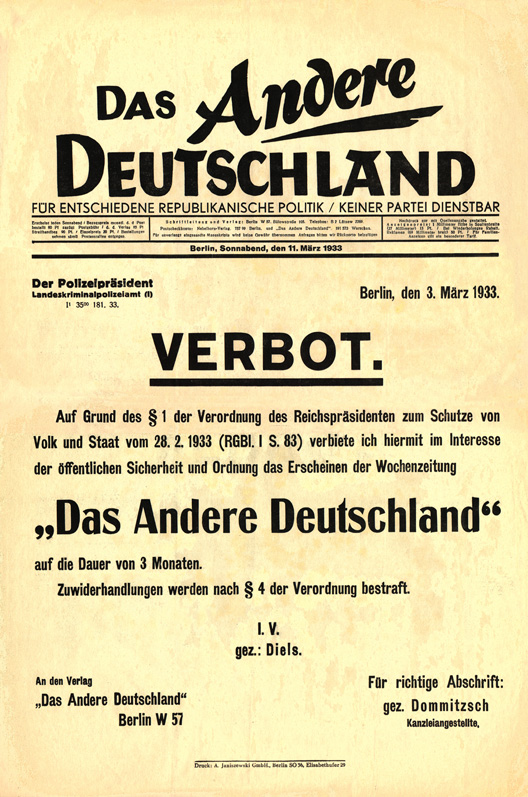
Titelblatt mit Verbot 1933

Der schon 1932 ins französische Exil nach Straßburg geflüchtete Journalist Berthold Jacob war bei der deutschen Rechten und vor allem bei den Nationalsozialisten besonders verhasst. Jacob hatte seit den frühen 1920er Jahren gegen das Erstarken der Republikfeinde gekämpft. Seine Zeitungsartikel, unter anderem in der Weltbühne oder dem Anderen Deutschland, richteten sich besonders gegen Aktivitäten der Freikorps, Fememörder, die illegale Aufrüstung von Reichswehr und Schwarzer Reichswehr vor und nach 1933 sowie gegen die NSDAP – Themenkomplexe, denen er auch im Exil treu blieb. Für seine Berichterstattung in der Weltbühne über den Prozess gegen Grimms Mandanten Paul Schulz war Jacob 1927 zusammen mit seinem Herausgeber Carl von Ossietzky zu einer Freiheitsstrafe verurteilt worden.
In einer Geheimdienstaktion der Gestapo wurde Jacob 1935 von dem sich als Exilliteraten und NS-Gegner ausgebenden Gestapoagenten Hans Wesemann aus Frankreich nach Basel gelockt und von dort am 9. März 1935 nach Deutschland entführt. Der Fall erregte großes internationales Aufsehen. Da die Tat sehr schnell von der Schweizer Polizei aufgeklärt werden konnte, verlangten die Schweizer Behörden die Rücküberstellung Jacobs in die Schweiz sowie eine Entschädigung. Ein internationales Schiedsgericht wurde angerufen. Grimm sollte als Vertreter der Reichsregierung im Auftrage Hitlers den Fall vor dem Schiedsgericht vertreten. Da die Schweiz nach intensiven Ermittlungen beweisen konnte, dass die deutschen Behörden hinter dem Entführungsfall standen und das internationale Recht verletzt hatten, musste Grimm Heinrich Himmler, dem die Gestapo unterstand, und Hitler bestätigen, dass dieser Fall aufgrund der eindeutigen Beweise und Rechtslage nicht zu gewinnen war. Daher wurde Jacob in einer deutsch/schweizerischen Übereinkunft am 17. September 1935 in die Schweiz freigelassen. Wesemann wurde in einem Prozess in der Schweiz zu drei Jahren Zuchthaus verurteilt. Die deutschen Behörden unterstützten ihn nicht im Prozess und distanzierten sich von seiner angeblich eigenmächtigen Aktion. Wesemann emigrierte nach seiner Haftzeit nach Caracas in Venezuela.
1941 wurde Jacob von der Gestapo ein zweites Mal gekidnappt. Die Gestapo konnte ihn aus Lissabon entführen, kurz bevor er sich auf ein rettendes Schiff in die Vereinigten Staaten einschiffen konnte. Jacob wurde nach Deutschland gebracht und in ein Konzentrationslager gesteckt. Dort wurde er so schwer misshandelt, dass er kurz nach seiner Entlassung im Februar 1944 im Berliner Jüdischen Krankenhaus starb.

#### Der Prozess gegen David Frankfurter wegen des Mordes an Wilhelm Gustloff (1936)
Der Landesgruppenleiter der NSDAP in der Schweiz war Wilhelm Gustloff. Durch systematische Propagandaarbeit wie die Verbreitung antisemitischer Hetzschriften warb er bis 1936 mehr als 5.000 Auslandsdeutsche als NSDAP-Mitglieder an. Darauf regte sich in der Schweiz Widerstand gegen diese Aktivitäten. Aber die Regierung zögerte, gegen die Nationalsozialisten aktiv zu werden.
Daher griff ein Betroffener zur Selbsthilfe. Der junge jugoslawische Jude David Frankfurter hatte bei einem Besuch seines Onkels in Frankfurt die Demütigung und Verfolgung der wehrlosen Juden in Deutschland erlebt und wollte ein Zeichen des Widerstandes dagegen setzen. Am 4. Februar 1936 erschoss er Gustloff in seinem Haus in Davos. Danach stellte er sich der Polizei.
In der Schweiz rief das Attentat überwiegend Befürchtungen hervor, in einen Konflikt mit Deutschland gezogen zu werden. In der Propaganda der NSDAP wurde die Tat als Teil einer jüdischen Weltverschwörung und Krieg gegen Deutschland gedeutet. Wolfgang Diewerge vom Propagandaministerium wurde mit Grimm zur Betreuung dieses Propagandaauftrages herangezogen, der weitere Schritte der Judenverfolgung legitimieren sollte. Diewerge war für die Berichterstattung zuständig, Grimm für die juristische Betreuung in dem von der Schweiz gegen Frankfurter angestrengten Prozess. Grimm trat formal als Nebenklägervertreter von Frau Gustloff beim Prozess in Chur auf. In Wirklichkeit war er ein Vertreter der NS-Regierung, der bei einem persönlichen Treffen mit Hitler sein Plädoyer besprochen hatte. Die gleichzeitig laut tönende NS-Propaganda warf den Schweizer Behörden vor, durch eine liberale Pressepolitik zum Entstehen des Attentats beigetragen zu haben und schüchterte sie so ein. Grimm hatte sich eigens eine telefonische Standleitung in einen Raum im Gerichtsgebäude legen lassen, um mit Hitler den Fortgang des Prozesses zu besprechen.
Die Richter erkannten Frankfurters Motive als Notwehr gegen das deutsche Unrechtssystem nicht an und verurteilten ihn zur Höchststrafe von 18 Jahren Gefängnis. Nach Auffassung der Richter hatte David Frankfurter als Alleintäter ohne Hintermänner gehandelt.
Grimm kam zu anderen Schlüssen und lamentierte noch lange nach dem Krieg: „Frankfurter mußte Hintermänner gehabt haben. Das ergab sich klar aus den Umständen der Tat, wie sie durch die Hauptverhandlung erwiesen waren. Aber über diese Frage schwieg sich Frankfurter aus. Da waren auch alle Bemühungen der Schweizer Behörden vergeblich. Die Hintermännerfrage war nicht aufzuklären. Das war bei diesen großen politischen Prozessen immer so: im Reichstagsbrandprozeß, bei Frankfurter, und im Grünspanprozeß (sic) nicht anders.“

#### Verfahren über NS-Recht in der Freien Stadt Danzig in Den Haag (1935/1936)
Nach dem Ersten Weltkrieg wurde im Vertrag von Versailles die Stadt Danzig vom Reich abgetrennt. Sie wurde nicht wie andere Teile Westpreußens der neu entstandenen Republik Polen zugesprochen, sondern es entstand ein eigenes Gebiet unter der Oberhoheit des Völkerbundes – die Freie Stadt Danzig. Danzig war mehrheitlich deutschsprachig und besaß eine demokratische Verfassung, die der Weimarer Verfassung glich. Für die Existenz Danzigs und das Bestehen der Verfassung garantierte der Völkerbund. Auch in Danzig errangen die Nationalsozialisten 1933 die Mehrheit im Parlament, dem Volkstag. Als die Regierung am 29. August 1935 unter dem NSDAP-Politiker und Senatspräsidenten Arthur Karl Greiser mit Hilfe des NSDAP-Gauleiters Albert Forster durch Beseitigung wesentlicher Grundrechte den Rechtsstaat abschaffen wollte, riefen die Danziger SPD und das Zentrum den Völkerbund an. Konkret ging es um die Änderung des § 2 StGB. Dieser hatte bis zur Herrschaft des Nationalsozialismus den Grundsatz Keine Strafe ohne Gesetz enthalten – eine zentrale Bestimmung jeden Rechtsstaats. Danach war keine strafrechtliche Verfolgung eines Missetäters möglich, wenn es nicht vor der Tat ein speziell dafür bestimmtes Gesetz dazu gegeben hatte, das die mutmaßliche Straftat unter Strafe stellte. Die Nationalsozialisten hatten demgegenüber den Grundsatz eingeführt, dass, falls die Tat dem gesundem Volksempfinden nach strafbar sei, es aber kein auf die Straftat passendes Gesetz gäbe, ein ähnliches Gesetz aus dem StGB herangezogen werden könne. Der neue Grundsatz lautete kein Verbrechen ohne Strafe. Der Völkerbund wandte sich zu der Beurteilung des Konfliktes an den Ständigen Internationaler Gerichtshof mit der Bitte um eine rechtliche Beurteilung der Angelegenheit. Danzigs Verteidiger in diesem Verfahren war der in Berlin tätige österreichische Strafrechtsprofessor Wenzeslaus Graf Gleispach, juristischer Berater von Danzig war Grimm. Das Gericht akzeptierte die Argumente der nationalsozialistischen Juristen nicht und erklärte, dass die neuen Gesetze nicht mit der Danziger Verfassung vereinbar seien und leitete sein entsprechendes Gutachten an den Völkerbund weiter.

#### Grimm verfolgt Herschel Grynszpan (ab 1938)

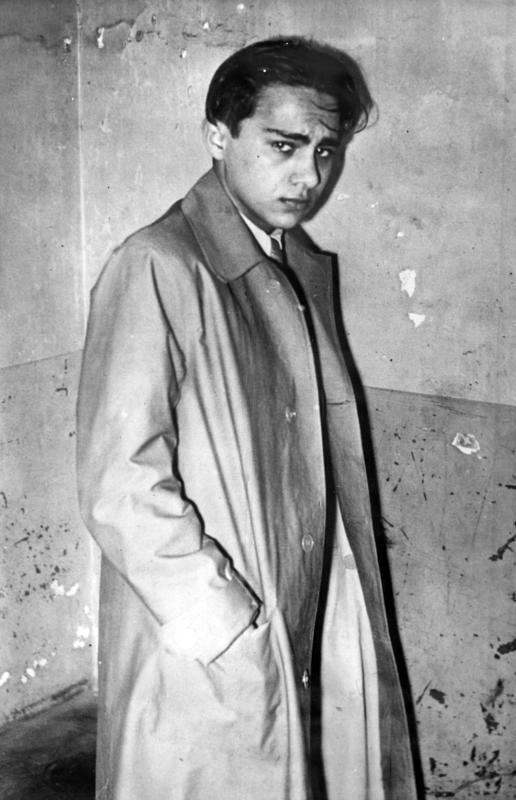
Grynszpan nach seiner Verhaftung (Pressebild)

Am 7. November 1938 gab Herschel Grynszpan in Paris mehrere Revolverschüsse auf den deutschen Botschaftsattaché Ernst Eduard vom Rath ab. Empörung über vom Raths Tod lieferte den unmittelbaren Vorwand für die Novemberpogrome, die am Abend des 9. November begannen. Für die NS-Propaganda war vom Rath „ein neuer Blutzeuge des Nationalsozialismus“, ein „Held der Freiheit“ und ein „neuer Wilhelm Gustloff-Fall“. Behauptet wurde, dass eine jüdische Weltverschwörung die Tat verursacht habe. Die jüdische Weltverschwörung habe Deutschland in die Niederlage von Versailles gesteuert, Deutschland unter der Oberherrschaft der Juden durch das demokratische System in der Zeit der Weimarer Republik geknechtet und habe mit dem Mord den Anfang eines Krieges gegen Deutschland gemacht.
Goebbels plante die Verwandlung des Prozesses in Paris in einen Schauprozess zur Bestätigung dieser antisemitischen Propaganda. Dabei sollte ihm Grimm helfen.

In dem anstehenden Verfahren trat Grimm formal als Nebenklägervertreter der Familie vom Raths an, real als Vertreter der NS-Regierung mit Propagandaauftrag. Er beabsichtigte, mit Dokumenten den Einfluss einer jüdischen Verschwörung nachzuweisen, die neben einem Krieg gegen Deutschland auch Deutschland und Frankreich zu Feinden machen wollte. Als sich während der Beweisaufnahme durch den Untersuchungsrichter herausstellte, dass Grynszpan höchstwahrscheinlich ein Alleintäter war, der in einer Situation der Verzweiflung mit dem Attentat ein Zeichen gegen die massive Verfolgung seiner Familie und ihn selbst durch die deutschen Behörden setzen wollte, bemühte sich Grimm, den Ablauf des Prozesses zu verzögern. Denn auch er hatte bei seinen Nachforschungen in Polen und Deutschland nichts herausgefunden, was die These von den Helfershelfern im Hintergrund stützte. Der Prozess wurde nach dem Beginn des Kriegs gegen Frankreich 1940 nicht fortgesetzt. Dank versteckter Interventionen von Grimm aus der Schweiz wurde Grynszpan auch nach Beginn des Zweiten Weltkrieges nicht aus dem Gefängnis entlassen. Grimm war im Herbst 1939 der deutschen Botschaft in Bern als Generalkonsul beigeordnet worden, um von dort über Kontaktmänner in Frankreich Einfluss auszuüben. Es gab im französischen Staatssystem, besonders im Sicherheitsapparat, konservative faschistische Strömungen, die mit Deutschland sympathisierten und gelegentlich zusammenarbeiteten.
Grimm kam dann direkt bei der Einnahme von Paris im Gefolge von Otto Abetz mit den deutschen Truppen nach Paris. Sofort begann er zusammen mit einer Gestapoeinheit, die Teil der Geheimen Feldpolizei war, Nachforschungen mit dem Ziel, Grynszpan in die Gewalt deutscher Behörden zu bekommen und auch Grynszpans vermeintlicher Hintermänner habhaft zu werden. Grynszpan, mittlerweile in den Süden Frankreichs deportiert, wurde auf Druck Deutschlands aus dem unbesetzten Teil Frankreichs an die deutschen Besatzer ausgeliefert und heimlich nach Berlin in ein Gestapogefängnis gebracht. „In Vichy“ so der Historiker Heiber, „jedenfalls genügte ein sanfter Wink Professor Grimms, der mit dem Stab Abetz in Paris eingezogen war, um Grünspan, allein ‚auf Bitte‘ der GFP [Geheime Feldpolizei] und ohne daß eine Demarche auf politischer Ebene erforderlich gewesen zu sein scheint, Mitte Juli an die Demarkationslinie zu ‚überstellen‘.“
Die Prozessakten waren mittlerweile von der deutschen Geheimen Feldpolizei in Orleans beschlagnahmt worden, wie Grimm in einer „Denkschrift“ 1940 vermerkte. Die Beschlagnahme und Durchsuchungsaktionen betrafen nicht nur französische Behördenakten, sondern alle jüdischen Organisationen und alle Anwaltskanzleien, die mit Grynszpan zu tun gehabt hatten. Grimm eignete sich sogar die Handakten von Grynszpans Verteidiger Vincent de Moro-Giafferi an. Im Jahre 1941 und 1942 wurde dann heimlich unter führender Beteiligung von Grimm und Wolfgang Diewerge vom Propagandaministerium ein Schauprozess vor dem Volksgerichtshof geplant. Dieser sollte 7 Gerichtstage dauern. Alle Zeugenaussagen und Prozesseinzelheiten waren von Grimm und der Prozessvorbereitungsgruppe, der auch der Präsident des Volksgerichtshofes Otto Thierack angehörte, schon im Detail festgelegt. Das Urteil sollte auf Todesstrafe lauten. Es ging darum, im Prozess nachzuweisen, dass eine jüdische Weltverschwörungsgruppe hinter der Tat an vom Rath gestanden habe und dass diese jüdische Weltverschwörungsgruppe den Beginn der Entzweiung Deutschlands mit Frankreich und seinen Nachbarn verursacht hätte und so am Beginn des Zweiten Weltkriegs schuld sei. Trotz bereits festgelegten Termins kam der Prozess nicht zu Stande. Dies unter anderem deswegen, weil Herschel Grynszpan kurz vor Prozessbeginn behauptete, eine homoerotische Beziehung zu vom Rath gehabt zu haben und sein Mord sei eine Beziehungstat gewesen. Außerdem drohte er damit, vor dem Forum der Weltöffentlichkeit in dem geplanten Schauprozess seine Auslieferung nach Deutschland in Frage zu stellen. Eine Auslieferung war immerhin noch 1939 von Grimm als aussichtslos, weil unrechtmäßig, angesehen worden. Schließlich war Grynszpan Pole, zur Tatzeit erst 17 Jahre alt und hatte seine Tat auf französischem Boden verübt. Dieser Schachzug von Grynszpan führte bei dem Propagandaministerium und Hitler zu Befürchtungen, der geplante Grynszpanprozess könnte sich wie der Reichstagsbrandprozess propagandistisch zum Nachteil Deutschlands auswirken. Daher wurde der Prozess kurz vor seinem Start im Juli 1942 abgeblasen. Eine von Grimm unter Pseudonym und in Absprache mit Außenminister Joachim von Ribbentrop veröffentlichte französische Broschüre über die Affäre Grynszpan sollte dem französischen Volk parallel zum Prozess den „Beginn des jüdischen Krieges“ (Grimm) erklären und erschien 1942 in Paris, ohne dass der Prozess stattfand. Grimms Name und die Tatsache der Veröffentlichung im Auftrag der Besatzungsmacht blieben verborgen, um den Anschein einer größeren Neutralität des Büchleins zu bewirken.
Grynszpan wurde ins Konzentrationslager Sachsenhausen überführt und später in deutscher Haft ermordet. Es ist nicht bekannt, wo und wann er genau zu Tode kam.
Als der von den Besatzungsmächten wegen seiner NS-Tätigkeit inhaftierte Friedrich Grimm im Jahre 1947 in der Vorbereitung des Wilhelmstraßen-Prozesses in Nürnberg über die Affäre Grynszpan durch den ehemaligen, zur Emigration gezwungenen Oberregierungsrat im preußischen Justizministerium und damaligen Ankläger in den Nürnberger Prozessen, Robert Kempner befragt wurde, kam es zu folgendem Dialog: Kempner fragte u. a., was mit Grynszpan nach dem Juli 1940 geschehen sei. Grimm antwortete, dass er das nicht wisse. Daraufhin reagierte Kempner sehr erregt, warf Grimm Feigheit vor und äußerte, das alle Deutschen gewusst hätten, was mit solchen Attentätern geschah, die in die Hände der Gestapo fielen – also auch Grimm. Kempner warf ihm vor, zu lügen und einen Schauprozess mit Grynszpan vorbereitet zu haben.
Später war nach dem Krieg das unzutreffende Gerücht verbreitet worden, dass Grynszpan noch lebe. Auch Grimm und seine Freunde beteiligten sich an diesem Gerücht. So wurde in der 1961 erschienenen Biographie Friedrich Grimm: Mit offenem Visier: Aus d. Lebenserinnerungen e. dt. Rechtsanwalts darauf hingewiesen, dass Grynszpan 1945 freigesetzt worden sei und noch lebe, sich aber verstecke. In seiner Schrift Politische Justiz: Die Krankheit unserer Zeit war Grimm das weitere Schicksal Grynszpans keine Rede wert. Er rühmte sich nur, wie er mit seiner Behandlung des Falles Grynszpans zu einem sachlichen Gerichtsverfahren beigetragen habe. Politische Justiz seien hingegen Versuche, Deutsche wegen erwiesener Kriegsverbrechen oder Verbrechen gegen die Menschlichkeit abzuurteilen.

### Grimms Rolle in der Frankreichpolitik bis zum Krieg gegen Frankreich

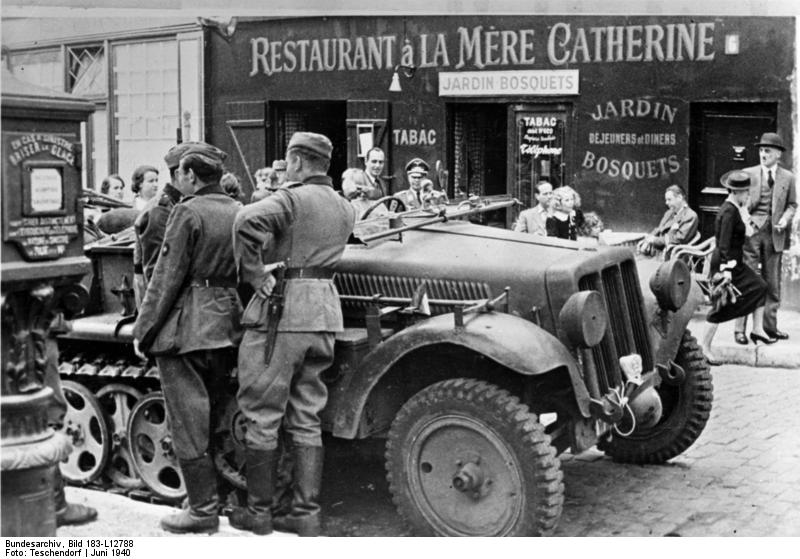
Frankreich unter deutscher Besatzung am 14. Juni 1940. In Paris bestimmen deutsche Soldaten das Straßenbild

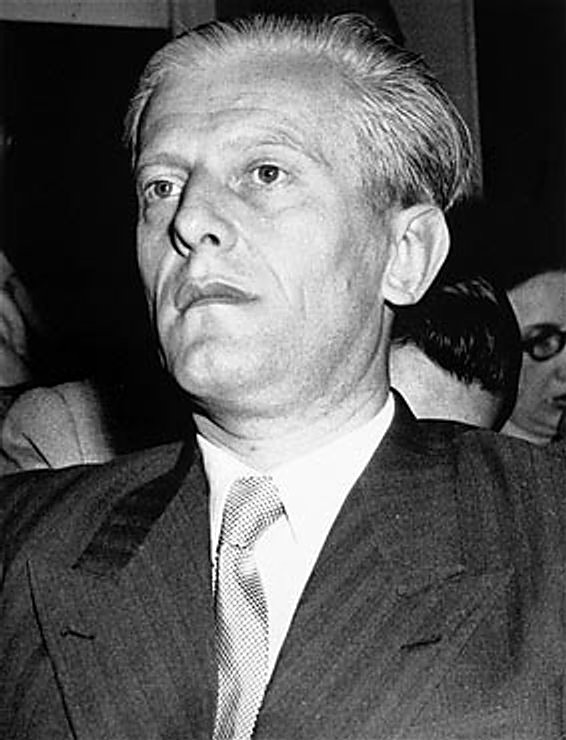
Otto Abetz, Grimms Chef in Frankreich

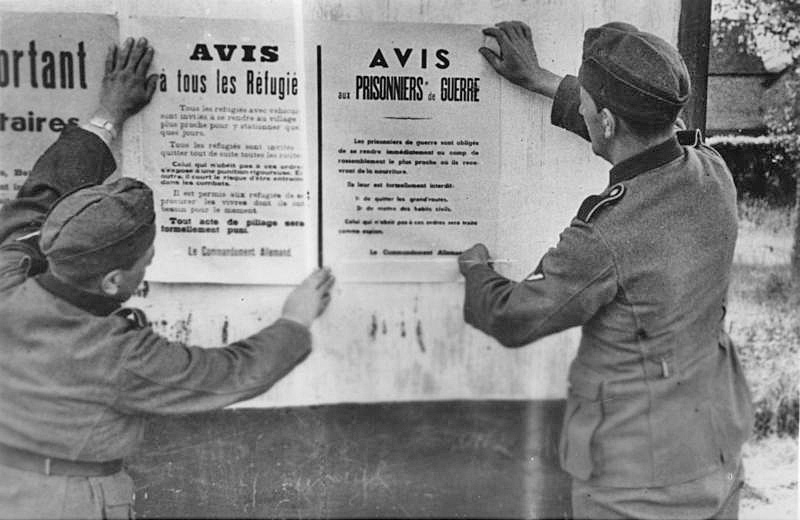
Deutsche Soldaten hängen Propagandaplakate auf. Das rechte Plakat informiert über Kriegsgefangene. Propaganda über die gute Behandlung von Kriegsgefangenen gehörte zu Grimms Interessen

Grimm war ideologisch und durch seine organisatorischen Aufgaben ein wichtiger Vertreter der nationalsozialistischen Frankreichpolitik, deren Ziel die diplomatische, ideologische, politische und völkerrechtliche Totalrevision des Versailler Vertrages war. Es war den Nationalsozialisten – genauso auch Grimm – klar, dass dieses Ziel nur durch Krieg gegen Frankreich zu erreichen war. Damit Deutschland dazu in der Lage war, musste das politische und militärische Wiedererstarken Deutschlands bewirkt werden. Daher hatte die nationalsozialistische Frankreichpolitik einerseits das Ziel, die deutsche Wiederaufrüstung zu bewirken, ohne dass das in Frankreich als bedrohlich wahrgenommen wurde. Zum anderen galt es, die französische Gesellschaft zu spalten, die schon damals in einem Konflikt zwischen demokratischen und faschistischen Bewegungen stand.
Diese publizistisch werbende Frankreichpolitik und gleichzeitige Infiltration Frankreichs wurde hauptsächlich von der Dienststelle Ribbentrop betrieben, einer von Hitler gebilligten Konkurrenzorganisation zum Auswärtigen Amt (AA). Leiter deren Frankreichreferates war Otto Abetz. Diesem Nebenaußenministerium arbeitete Grimm schon ab 1934 zu, denn er hatte auf Anforderung Ribbentrops begonnen, regelmäßig geheime Lageberichte über die französische Politik zu verfassen, soweit sie die deutschen Bestrebungen zur Beeinflussung der französischen Politik betrafen – die sogenannten Frankreichberichte.
Für die neuen Propaganda- und Infiltrationsaufgaben ließ Hitler 1935 eine „Deutsch-Französische Gesellschaft“ (DFG) gründen; die in der Weimarer Zeit gegründete Vorläufergesellschaft gleichen Namens von Otto Grautoff war schon 1933 verboten worden. Grimm fungierte unter Achim von Arnim bis 1945 als ihr geschäftsführender Vizepräsident, während Abetz der Geschäftsführer war. Die DFG wurde unter Anwesenheit des französischen Botschafters André François-Poncet, Ribbentrops und des Außenministers Konstantin Freiherr von Neurath und Grimms bei einem Festakt in Schloss Mon Bijou in Ludwigsburg gegründet. Die DFG sollte ein Instrument der nationalsozialistischen Außenpolitik sein und wurde im Geheimen vom deutschen Staat finanziert.
Unter der Ägide von Abetz gab die DFG die „Deutsch-Französischen Monatshefte“ (DFM) heraus. Die zweisprachige Zeitschrift wurde vor allem in Frankreich verbreitet. Grimm war einer ihrer Hauptautoren. Im DFM-Märzheft 1936 rechtfertigte Grimm den Franzosen gegenüber den Einmarsch ins Rheinland und damit die Verletzung der Verträge von Versailles und Locarno als logische Konsequenz des kurz vorher durch Frankreich ratifizierten Paktes mit der Sowjetunion, der dem Geist von Locarno widersprochen hätte.
Parallel zur DFG ließen die Nationalsozialisten in Paris im November 1935 auf Betreiben von Abetz und Mittelsmännern einen Monat später von hauptsächlich französischen Staatsbürgern das Comité-France-Allemagne (CFA) gründen. Dieser Hintergrund war dem französischen Außenministerium offensichtlich nicht bekannt, denn es unterstützte das CFA mit Geldzuwendungen in den ersten Jahren. Die ersten Unterstützer des CFA waren Kriegsveteranen, die für die deutschen Friedensbeteuerungen besonders empfänglich waren. Der erste Präsident war Commandant René Michel L’Hopital, ein Ordonnanzoffizier Marschall Fochs, dann nach der Rheinlandbesetzung 1936 Georges Scapini. Generalsekretäre waren die Veteranenvertreter und Frontsoldaten des Ersten Weltkriegs Jean Goy und Henri Pichot Vorsitzender des größten Frontkämpfer- und Kriegsopferverbandes UF. Vizepräsidenten waren Ernest Fourneau vom Pasteur-Institut, Gustave Bonvoisin und Fernand de Brinon.
Auf der ersten öffentlichen Versammlung am 29. November 1935 übergab der per Flugzeug mit Grimm, Abetz und anderen angereiste Reichssportführer Hans von Tschammer und Osten die deutsche Einladung zu den Olympischen Spielen an Frankreich. 1937 veranstaltete das CFA eine bilaterale Aussprache Die Deutsch-französische Studientagung, bei der auch Grimm redete. Er stellte den Nationalsozialismus als internationalen Friedensfaktor dar, der jeglichem Angriffsdenken abhold und dem Prinzip der Nichteinmischung in die Angelegenheiten anderer Länder verpflichtet sei.
Kontaktpflege zur französischen Rechten war ein wichtiger Teil von Grimmes Auftrag, er traf sich aber auch mit anderen Politikern wie 1938 mit dem Ministerpräsidenten Camille Chautemps und vielen Journalisten. Grimm galt so sehr als Frankreichspezialist, dass er während des „Sitzkrieges“ im Dezember 1939 Hitler persönlich über die Lage in Frankreich berichtete, wobei die mangelnde Kriegsbegeisterung der Franzosen von Interesse war.

### Grimms Rolle im besetzten Frankreich
Grimm wurde am 14. Juni 1940 noch vor der Kapitulation Frankreichs mit dem Stab des künftigen Botschafters Otto Abetz von Berlin aus mit dem Flugzeug zum Feldquartier des Außenministers in Belgien in Marsch gesetzt. Neben Abetz und Grimm gehörten der Botschafterstellvertreter Generalkonsul Rudolf Schleier, vorher NSDAP-Landesleiter Frankreich der NSDAP-Auslandsorganisation und auch ebenfalls im Vorstand der DFG, Friedrich Sieburg, Journalist, Karl Epting (Leiter der DAAD Außenstelle Paris bis 1939) und Ernst Achenbach zu der Mannschaft, die in Fahrzeugen der Wehrmacht am 15. Juni 1940 Paris erreichte. Achenbach bekleidete den Rang eines Legationssekretärs und war der einzige gelernte Diplomat in der Runde.
Am 22. Juni fand die Unterzeichnung des Waffenstillstandsvertrags im Wald von Compiegne statt. Auf französischer Seite nahm der General Charles Huntziger begleitet von mehreren Offizieren teil, auf deutscher Seite war fast die gesamte Führung angetreten. Anwesend waren Hitler, Göring, Ribbentrop, Heß, Keitel, Brauchitsch und Raeder sowie der neue Botschafter Otto Abetz, Grimm und andere. Grimm, der nach eigener Aussage weiter ein privater Rechtsanwalt war und nur freier Mitarbeiter an der Pariser Botschaft, hatte den Rang eines Generalkonsuls in Frankreich.
Grimm wurde in der Frankreichpolitik benötigt, weil er gute Kontakte zu kollaborationswilligen Politikern hatte. Er hielt sich jedoch nicht ständig in Frankreich auf, sondern kam für Sondereinsätze wie Gespräche mit Politikern oder für Reden nach Frankreich. Insbesondere in Bezug auf den Prozess von Riom spielte er eine wichtige Rolle, indem er den Vichyisten sagte, wie sie sich zu verhalten hätten.
Grimm ließ das Buch des Mitbegründers der Action Francaise, des extrem deutschfeindlichen Historikers und Journalisten Jacques Bainville, Conséquences politiques de la paix, Paris 1920, übersetzen, versah es mit einem Vorwort und veröffentlichte es unter dem Titel Frankreichs Kriegsziel 1939. Diese Positionen wurden von der deutschen Propaganda in Deutschland und im Ausland als Vorwand für die Revision des Versailler Vertrages verwendet. Daraus – und aus der Unterstützung Polens – wurde Frankreichs Schuld am Zweiten Weltkrieg konstruiert. Dieses Buch erreichte eine Auflage von 120.000 Stück. Die propagandistische Absicht Grimms wird auch in seinem Werk Frankreich und der Korridor deutlich.
Grimm war nach dem siegreichen Krieg gegen Frankreich der Meinung, dass die Politik Frankreichs bis zum Krieg 1939 von deutschfeindlichen und kriegerischen Vorstellungen des Kardinal Richelieu bestimmt war. Deutschland habe daher keine andere Wahl gehabt als sich gegen Frankreich zu verteidigen. In diesem Sinne verfasste er ein Büchlein „Das Testament Richelieus“, das auch auf Französisch erschien. Es erreichte bis 1943 150.000 gedruckte Exemplare. Anlässlich der Eröffnung des Deutschen Institutes in Dijon forderte Grimm 1941 die Franzosen unter anderem auf, Richelieu oder Raymond Poincaré nicht mehr als große Franzosen zu sehen, da sie stets eine deutschfeindliche Politik betrieben hätten, sie sollten sich eher Otto von Bismarck und Kaiser Wilhelm II. als Vorbild nehmen. Am 28. Juli 1944 hielt Grimm in Nizza seinen letzten Vortrag in Frankreich.
Nach der deutschen Niederlage im Zweiten Weltkrieg stilisierte sich Grimm genau wie viele andere nationalsozialistische Frankreichpolitiker zum Vertreter einer Verständigungspolitik mit Frankreich in den 1930er und den 1940er Jahren.

## Nach dem „Zusammenbruch“ 1945
Im Mai 1945 geriet Grimm im Schwarzwald in französische Gefangenschaft, durchlief mehrere Lager und Gefängnisse. Aus gesundheitlichen Gründen wurde er entlassen und am 8. August 1947 für 16 Monate erneut u. a. im Zeugengefängnis der Nürnberger Prozesse inhaftiert. Er wurde in Vorbereitung auf den Wilhelmstraßen-Prozess vernommen.
Die einzige Entnazifizierung Grimms bestand in der Indizierung zweier Bücher als faschistisch bzw. militaristisch durch die Verwaltung für Volksbildung in der sowjetischen Besatzungszone. Ab 1947 betrieb Grimm seine Entnazifizierung auch gegenüber ‚seiner‘ Universität Münster. Sein Entnazifizierungsverfahren wurde in Freiburg verhandelt, wohin seine Münsteraner Dienstakte zur Beurteilung geschickt wurde. Juristisch wurde er durch Wackernagel vertreten. Persilscheine für Grimm stellten unter anderem der französische Minister Louis-Germain Martin, Heinrich Brüning und Konrad Adenauer aus. Bei Vernehmungen zog sich Grimm auf den Standpunkt zurück, niemals dem Dritten Reich gedient zu haben, sondern auch beim „Judenprozess“ von Kairo, dem Prozess wegen des Mords an Gustloff und auch gegen Grynszpan nur als Rechtsvertreter von Privatpersonen gehandelt zu haben.
Sowohl in seiner schriftstellerischen als auch in seiner juristischen Tätigkeit bedeutete das Ende des Krieges einen deutlichen Abstieg. Statt des Parketts internationaler Prozesse folgten nur noch kleinere, deren politisch bedeutendste in der Verteidigung bzw. Vertretung ehemaliger NS-Funktionäre bestanden. Grimms Schriften erschienen nun in kleineren rechtsextremistischen Verlagen und nicht mehr wie etwa beim Testament Richelieus (1943) im größten deutschen Verlagshaus, dem Verlag F. Eher Nachf., dem Zentralverlag der NSDAP. Für die Publizistin Elke Mayer ist Grimm neben Hans Grimm und Peter Kleist einer der bedeutenden Autoren der Holocaustleugnung der frühen Bundesrepublik. In seinem Buch „Politische Justiz“ (1953) bezweifelt er die Höhe und Richtigkeit der Angaben von Opfern in Konzentrationslagern.
Grimm unterstützte den Aufbau der rechtsextremistischen Zeitschrift Nation und Europa. 
Grimm wechselte noch einmal das Parteibuch und trat der 1950 gegründeten Deutschen Reichspartei bei, die 1964 in der NPD aufging. Er erhielt den Titel „Ehrenpräsident des Bundesverbands ehemaliger Internierter und Entnazifizierungsgeschädigter“, einer 1959 verbotenen rechtsextremistischen Organisation.
Zu Lebzeiten erschien von Grimm ein autobiographisches Werk über seine Tätigkeit als Jurist Politische Justiz, die Krankheit unserer Zeit: 40 Jahre Dienst am Recht – Erlebnis und Erkenntnis (publiziert 1953). Nach seinem Tod erschien Mit offenem Visier: Aus d. Lebenserinnerungen e. dt. Rechtsanwalts: Als Biographie bearb. von Hermann Schild (1961). Hermann Schild ist das Pseudonym des bekannten Nazipropagandisten und Holocaustleugners Helmut Sündermann.
Grimm publizierte auch unter dem Pseudonym Accursius oder Pierre Dumoulin.

### Generalamnestie und juristische Vertretung von NS-Funktionären
1949 arbeitete er wieder als Rechtsanwalt. Gemeinsam mit dem Rechtsanwalt Ernst Achenbach – den er von der Deutschen Botschaft Paris kannte – war er ein einflussreicher Verfechter einer Generalamnestie für NS-Verbrecher. 1952 hatte Achenbach in Essen einen „vorbereitenden Ausschuss zur Herbeiführung der Generalamnestie“ gegründet, dem auch Grimm angehörte. Grimm erarbeitete eine Denkschrift, worin er unter anderem forderte, eine Generalamnestie für NS-Täter „müsse so total und radikal sein wie der Krieg total war“. Auszüge aus dieser Denkschrift mitsamt kritischen Anmerkungen wurden am 16. Dezember 1950 im Mannheimer Morgen publiziert. Eins von Grimms Argumenten war, dass es seit dem Westfälischen Frieden „Grundsatz des Völkerrecht sei, dass nach einem Kriege unter alle mit ihm zusammenhängenden Dinge ein Schlussstrich gezogen“ werden müsse. „Die innere Befriedung der Völker sei nämlich ein höheres Rechtsgut als die Sühne“. Nach der Meinung des Historikers Andreas Eichmüller steht dieser Vergleich auf tönernen Füßen. So hätte zum einen dieser Grundsatz schon nach dem Ersten Weltkrieg nicht mehr gegolten. Zum zweiten sei es bei dem Amnestiegedanken dabei immer nur um Kriegshandlungen gegangen, aber nie um Völkermord, wie die Vernichtung der Juden.
Im Juli 1952 wandte sich jedoch der amerikanische Hochkommissar John McCloy scharf gegen eine Generalamnestie. Der Deutsche Bundestag lehnte im September 1952 die Amnestie ab, sprach sich aber für eine wohlwollende Spruchpraxis in den mit den Amerikanern betriebenen gemeinsamen Prüfausschüssen für Kriegsverbrecher-Urteile aus, so dass diese zu umfangreichen Begnadigungen übergingen. Best und Achenbach konnten das als Teilerfolg ihrer Arbeit bewerten.
Am 2. Juni 1954 schloss sich Grimm einem Gnadengesuch für den Leutnant Alfred Schniering an, der für den am 21. März 1945 durchgeführten Mord von sechs politisch missliebigen Menschen mitverantwortlich war. Der 1911 in Essen geborene Schniering war seit 1929 NSDAP-Mitglied und hatte im Dritten Reich Karriere gemacht. Unter seinem Befehl wurden am 21. März 1945 zu Schanzarbeiten zwangsverpflichtete NS-Gegner und ein mutmaßlicher Deserteur aus Oppenheim und Nierstein im letzten Moment des Krieges erschossen. Diese Morde werden als Kornsandverbrechen zu den Endphaseverbrechen gerechnet. Am selben Tag kapitulierte Nierstein, und amerikanische Soldaten erreichten Oppenheim.

Fritz Kiehn

Er verteidigte den ehemaligen Militärbefehlshaber in Belgien und Nordfrankreich Alexander von Falkenhausen in Belgien, der u. a. wegen Judendeportationen und Arbeitseinsatzes der Zivilbevölkerung angeklagt war. 1954 verteidigte Grimm den ehemaligen NS-Funktionär, Fraktionskollegen und Unternehmer Fritz Kiehn in einem Prozess wegen einer gerichtlichen Falschaussage. Grimm versuchte Kiehn als Opfer einer politischen Justiz zu stilisieren.
Auch der vormalige Goebbels-Staatssekretär und FDP-Politiker Werner Naumann wurde 1953 nach dem Versuch der Gründung einer Gauleiter-FDP und der anschließenden Verhaftung von ihm vertreten.
Gegen Organisatoren und Täter der Morde an SA-Führern im Rahmen des sogenannten „Röhm-Putsches“ wurde in der frühen Bundesrepublik ermittelt. Den 1957 in München Angeklagten Werner Best, Josef Dietrich und Carl Oberg half Grimm durch Rechtsgutachten. Best unterhielt in der Kanzlei seines Verteidigers Achenbach eine inoffizielle „Nebenkanzlei“, aus der er vergangenheitspolitischen Lobbyismus betrieb. Bests offizieller Arbeitgeber war Hugo Stinnes, ein Mandant Grimms aus den 1920er Jahren. Ein weiterer Mandant Grimms aus dieser Zeit, der Fememörder Paul Schulz, wurde beim Röhm-Putsch beinahe ermordet, gegen den Mord hatte Grimm bei Hitler erfolgreich interveniert. So schützte Grimm mit wenigen Jahren Abstand die Täter und ein Opfer desselben Mordkomplexes.

#### Grimms Einfluss auf die FDP in NRW (Naumann Kreis)
Die von Grimm unterstützte Generalamnestiebewegung besaß eine erhebliche personelle und ideologische Schnittmenge zur „‚Nationalen Sammlung‘ der nordrhein-westfälischen FDP“ und dem „Naumann-Kreis“, einem Versuch ab 1951 die FDP umzugestalten. Grimm war hier einer der Impulsgeber: Er stellte Diewerge 1951 Achenbach, nunmehr außenpolitischer Sprecher der FDP, vor. Auf Achenbachs Empfehlung erlangte Diewerge die Stelle eines persönlichen Sekretärs bei dem nordrhein-westfälischen FDP-Landesvorsitzenden Friedrich Middelhauve. Diese Personalentscheidung war kein Einzelfall, sondern Bestandteil von Middelhauves Versuch, eine „Nationale Sammlung“ rechts von der CDU und der SPD zu begründen, die insbesondere auch NS-Funktionäre aufnehmen sollte. Sie wurde nach Middelhauves späteren Angaben im vollen Wissen um die Tätigkeit Diewerges während der Zeit des Nationalsozialismus getroffen; den Ausschlag gab seine „berufliche Qualifikation“. Zwei personelle „Knotenpunkte“ des nationalsozialistischen Netzwerks in der NRW-FDP und ihrem Umfeld lassen sich festmachen: einerseits das Reichsministerium für Volksaufklärung und Propaganda mit Diewerge, Carl Albert Drewitz, Hans Fritzsche, Grimm, Herbert Lucht, Naumann, andererseits die ehemalige deutsche Botschaft und ihr Umfeld mit Achenbach, Best, Grimm, Diewerge.
Middelhauve setzte dabei auf eine von Grimm inspirierte und von Achenbach propagierte Vergangenheitspolitik, die sich als „besonders liberal gerierte“ und mit den „pseudojuristischen Einlassungen“ (Marie-Luise Recker) Grimms eine Generalamnestie forderte. Die FDP wiederum konnte mit Grimms Bekanntheit und seinem Renommee in nationalkonservativen Kreisen werben. Middelhauves „Deutsches Programm“ der FDP mündete in der Forderung nach Generalamnestie für NS-Täter als „vornehmstem Anliegen“.
Grimm leistete Schützenhilfe für die Verhafteten, indem er 1957 Naumann verspätet als „Märtyrer“ stilisierte und das Gerichtsverfahren in einem Buch darstellte. Dieses Buch gilt auch als „Meilenstein der in der Bundesrepublik betriebenen Holocaust-Leugnung“.

### Tod
Grimm starb am 16. Mai 1959 in Freiburg im Breisgau.

## Das Werk Grimms: Holocaustleugnung, Antisemitismus, Geschichtsfälschung und rechtsextreme Rezeption
Die vielen von Grimm geschaffenen meist offen propagandistischen oder apologetischen Artikel, Broschüren und Bücher sind vor allem gut geeignet, seinen ideologischen Standpunkt zu untersuchen, als Quelle über tatsächliche historische Abläufe sind sie aufgrund ihrer zahlreichen Verdrehungen, Auslassungen und Fehlangaben kaum bzw. nur unter Hinzuziehung seriöser Sekundärliteratur nutzbar. Eine umfassende seriöse Biographie Grimms fehlt bis auf kleinere Einträge in Lexika und Sammelbänden bisher (siehe Literatur). Zustimmend rezipiert wird Grimm heute nur von Rechtsextremisten und Holocaustleugnern. Sein Antisemitismus gibt nur die erwartbaren, im NS vertretenen Topoi wieder.

### Verdrehungen und Auslassungen
Grimms Darstellung ist dabei nicht nur, wie für Propagandawerke zu erwarten, selektiv in der Darstellung und verzerrend in deren Wertung, geprägt durch Phantasmen der NS-Ideologie wie der „jüdischen Weltverschwörung“ oder des „jüdischen Krieges gegen Deutschland“, sondern häufig bei Fakten selbst da unzuverlässig, wo es sich nicht um nationalsozialistische Auftragsarbeiten handelt.
So widmete er etwa Politische Justiz. Die Krankheit unserer Zeit (1953) „Dem Andenken an meinen hochverehrten Lehrer, Prof. Dr. Franz von Liszt, Berlin“. Franz von Liszt, der zwischen 1851 und 1919 lebte, war einer der bekanntesten Professoren für Strafrecht und Völkerrecht Deutschlands. Grimm studierte während seiner Wanderjahre nur ein Semester in Berlin, wo Liszt lehrte. Von Liszt war ein liberaler Demokrat und Anhänger des Rechtsstaats. Grimm war dagegen ein Gegner des Rechtsstaates und ein Befürworter von Gewalt. Grimm rechtfertigte beispielsweise politischen Mord – wie die Morde am 30. Juni 1934 – von nationalsozialistischer Seite mit dem Satz: „Politische Schädlinge auszumerzen ist Sache des Staates.“ Außenpolitisch forderte Grimm unter anderem einen Krieg gegen Frankreich und die Rückeroberung der an Polen abgetretenen Landesteile. Dazu gehörte, dass Grimm den Austritt Deutschlands aus dem Völkerbund am 14. Oktober 1933 begrüßte. Von Liszt war dagegen für eine friedliche Regelung von Zwistigkeiten zwischen den Völkern eingetreten. Er hatte die Gründung dieses nach seinem Tode entstandenen Völkerbundes gefordert, um ein Mittel zur Hand zu haben, Differenzen zwischen Völkern friedlich zu regeln.

### Rezeption bei Rechtsextremisten und Holocaustleugnern

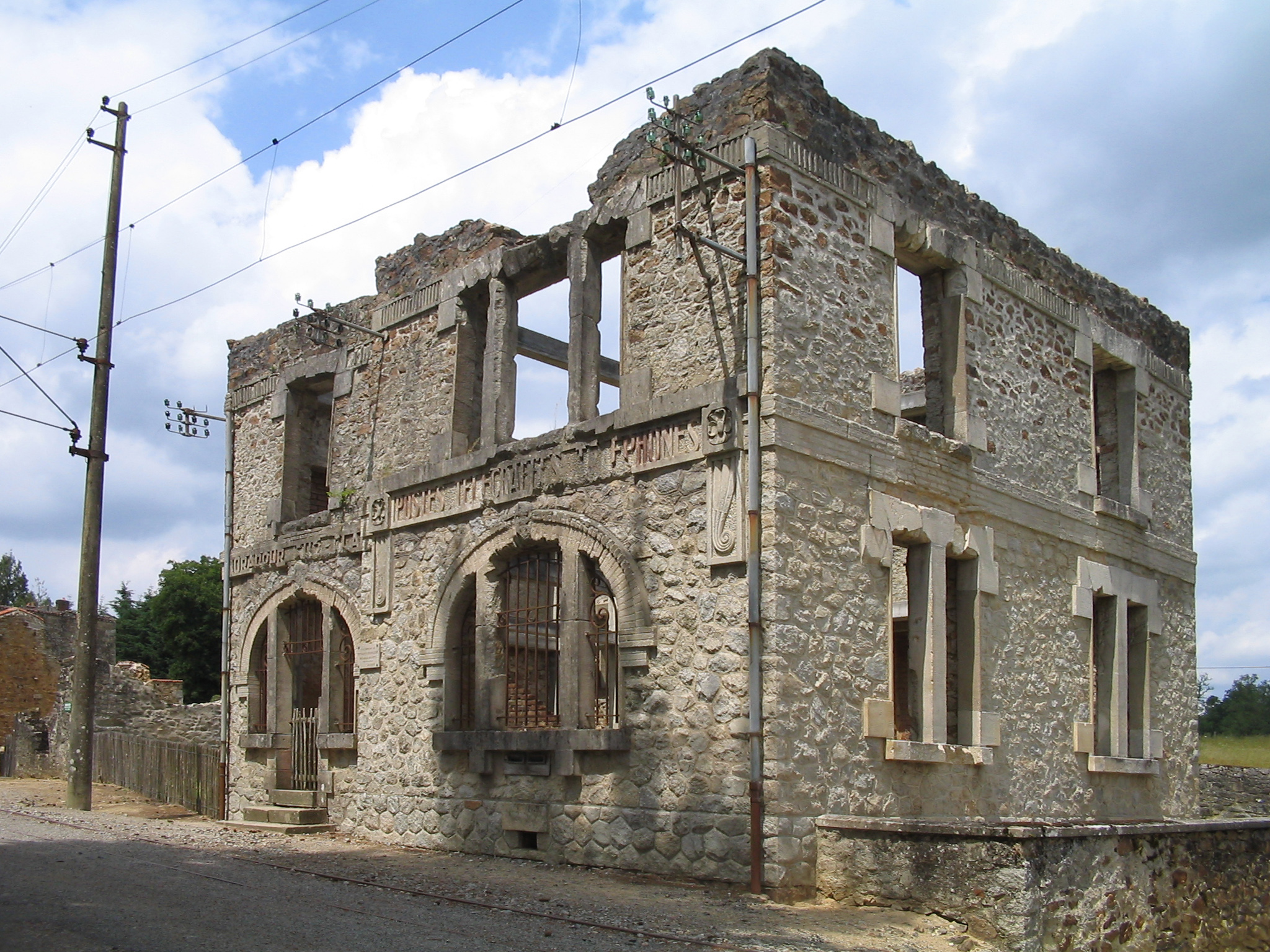
Die ehemalige Post von Oradour, 2004

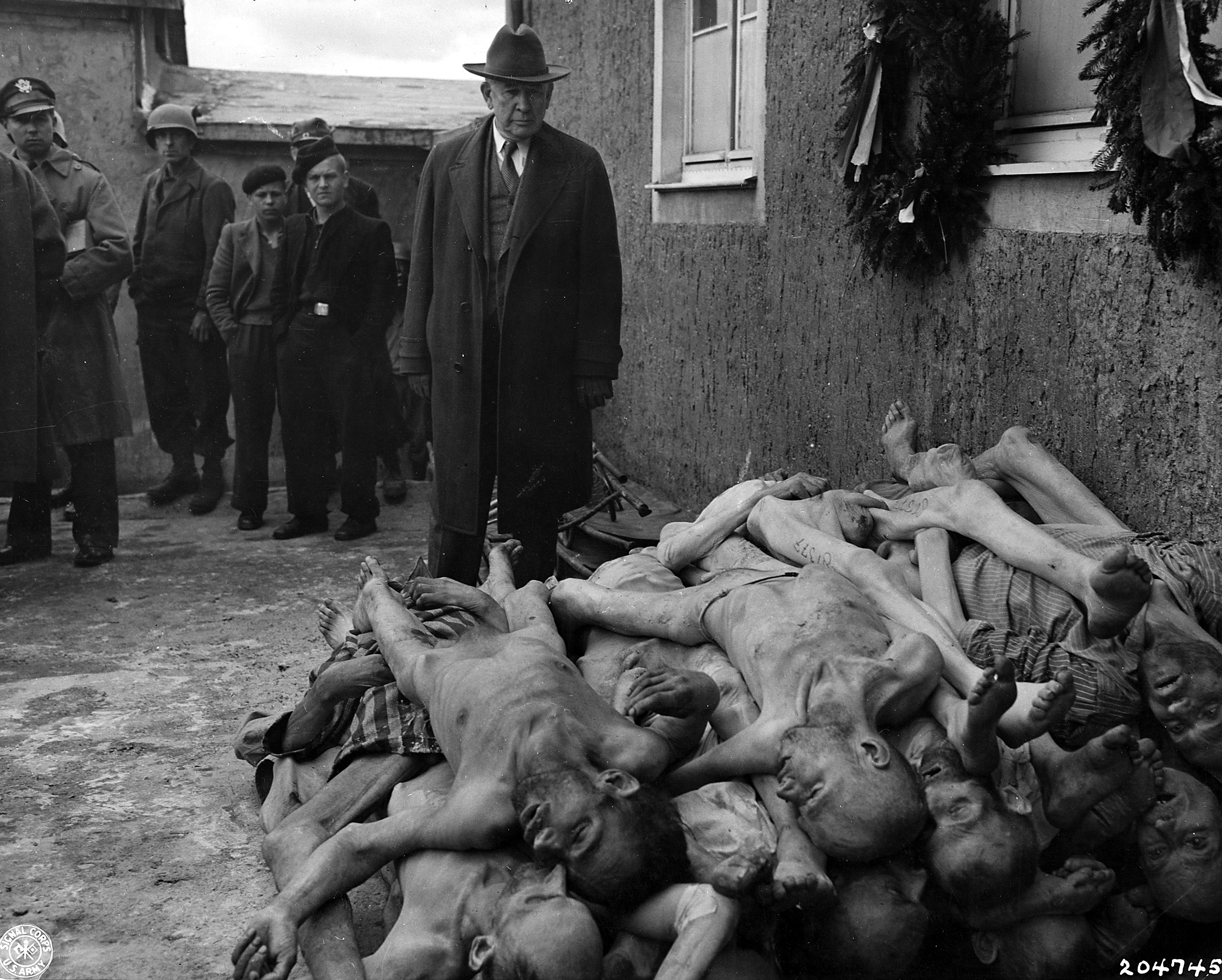
Der amerikanische Senator Alben W. Barkley besichtigt das KZ Buchenwald (24. April 1945)

Ein Zitat Grimms spielt in rechtsextremen Publikationen und im Internet eine besondere Rolle, da es NS-Verbrechen als Gräuelpropaganda der Besatzungsmächte darstellt. Das Zitat stammt aus Politische Justiz. Die Krankheit unserer Zeit (1953). Es gibt ein angebliches Gespräch wieder, das Grimm in Gefangenschaft geführt haben will:

„‚Ich sehe, ich bin an einen Sachkundigen geraten. Nun will ich auch sagen, wer ich bin. Ich bin kein Universitätsprofessor. Ich bin von der Zentrale, von der Sie gesprochen haben. Seit Monaten betreibe ich das, was Sie richtig geschildert haben: Greuelpropaganda – und damit haben wir den totalen Sieg gewonnen.‘ Ich erwiderte: ‚Ich weiß, und nun müssen Sie aufhören!‘ Er entgegnete: ‚Nein, nun fangen wir erst richtig an! Wir werden diese Greuelpropaganda fortsetzen, wir werden sie steigern, bis niemand mehr ein gutes Wort von den Deutschen annehmen wird, bis alles zerstört sein wird, was Sie in anderen Ländern an Sympathien gehabt haben, und bis die Deutschen selbst so durcheinander geraten sein werden, daß sie nicht mehr wissen, was sie tun!‘“

Für das Gespräch gibt es keine objektive Quelle, so dass Grimms Darstellung ohne verifizierbare Grundlage und damit historisch wertlos bleibt. In rechtsextremen Texten wird oft Denis Sefton Delmer als Gesprächspartner Grimms genannt. Grimm selbst identifiziert auch in seiner postum erschienenen Autobiographie Mit offenem Visier (1961) seinen Gesprächspartner nicht. Dort ist sein Gesprächspartner kein Vertreter britischer Behörden wie Delmer es war, sondern ein Franzose: „Ich bin gar kein Professor aus Montpellier. Ich bin vom Contre-espionnage-Bureau.“ Damit ist dieses bei Rechtsextremisten beliebte Zitat nicht nur historisch wertlos, sondern wird vielfach in einem verfälschenden oder gefälschten Kontext verwendet.
Die heutige Zitatnutzung und falsche Kontextualisierung besitzt ihren Ursprung vermutlich in einer Textmontage, die der Holocaustleugner Udo Walendy 1976 in: Methoden der Umerziehung leistete. Mit der Quellenangabe „Udo Walendy’s: The Methods of Reeducation“ findet sich das Zitat in Übersetzung auf mehreren einschlägigen englischsprachigen Internetseiten.
Beispiele für die Verwendung des Zitates mit Delmer als Grimms Gesprächspartner sind etwa Hellmut Diwalds Buch Deutschland einig Vaterland. (1990) oder Emil Schlees Eine Kriegsschuldfrage-Dokumentation zum II. Weltkrieg von 2004. Ohne den Zusatz Delmer gebraucht es Steffen Werner 1995 in den rechtsextremen Staatsbriefen. Die Junge Freiheit widmete Grimm am 20. Oktober 2006 einen längeren Artikel, der das Zitat bringt. Auch der Rechtsextremist Wolfgang Juchem paraphrasiert Grimms Behauptung der Greuelpropaganda in seiner Broschüre: „Wahrheit und Recht gegen Lüge und Hetze. Deutschlands Schicksal aus deutscher Sicht“ (5. Auflage 2001). Auch in zahlreichen Materialien der Partei Die Republikaner fanden sich das Zitat mit Nennung Delmers b.z.w. Bezüge darauf.
In weiterer in der Bundesrepublik als volksverhetzend verbotener Literatur findet sich Grimm, so etwa in Thies Christophersens Buch „Die Auschwitzlüge“ (1974), die unter anderem einen zweiseitigen Text Grimms mit der Überschrift „Greulpropaganda gegen Deutschland“ enthält, der das Zitat umfasst. Auch Joachim Nolywaikas bezieht sich in seinem Buch „Die Sieger im Schatten ihrer Schuld – Recht auf Wahrheit und Gerechtigkeit für Deutschland“ (1994) auf Grimm. In Ingrid Weckerts ebenfalls als volksverhetzend verbotenem Buch „Feuerzeichen – Die ‚Reichskristallnacht‘. Anstifter und Brandstifter – Opfer und Nutzniesser“ (1981) lässt sie Grimm als seriösen Zeitzeugen für die Vorgeschichte der Novemberpogrome von 1938 auftreten. 2015 wird das Zitat mit der falschen Namensnennung Delmer mehrfach im Islamhasser-Blog Politically Incorrect verwendet und es findet sich kombiniert mit dem Begriff Lügenpresse auf rechtsextremen und holocaustleugnenden Webseiten. Grimm griff im Rahmen des Zitates auf die im Ersten Weltkrieg von der deutschen Propaganda entwickelte Strategie zurück, deutsche Kriegsverbrechen als Erfindungen der ausländischen „Lügenpresse“ abzutun.

„Ich habe nach dem ersten Weltkriege alle Veröffentlichungen Ihrer Fachleute über diese Frage gelesen, die Schriften des Northcliffbüros, das Buch des französischen Finanzministers Klotz ,Vom Krieg zum Frieden‘ in dem er schildert, wie man das Märchen von den abgehackten Kinderhänden erfand, und welchen Nutzen man daraus zog, die Aufklärungsschriften der Zeitschrift Crapouillot, die die Greuelpropaganda von 1870 mit der von 1914/1918 vergleicht, und schließlich das klassische Buch von Ponsonby: ,Die Lüge im Kriege‘. Darin wird offenbart, daß man schon im vorigen Kriege Magazine hatte, in denen man künstliche Leichenberge durch Fotomontage mit Puppen zusammenstellte.“

Diese Verwendungen des ersten Zitates zur Greuelpropaganda schneidet allerdings – auch unabhängig von der Quellenproblematik und der Manipulation am Kontext – Grimms Text für Revisionisten mundgerecht zu. Kurz vor der Textstelle, die vor allem Bilder von Leichenbergen als Propagandatechnik beschrieb, bestätigte Grimm, dass er das Massaker von Oradour und die Verbrechen im KZ Buchenwald für echt und strafwürdig halte, obwohl er generelle Zweifel habe.
Grimms „Politische Justiz. Die Krankheit unserer Zeit“ selbst wurde nach Angaben auf rechtsextremistischen Webseiten 1998 als volksverhetzend indiziert und ist dort als Volltext verfügbar. Im Verzeichnis der Bundesprüfstelle für jugendgefährdende Schriften, die indizierte Literatur auflistet, findet sich das Werk dagegen nicht.

## Ausgewählte Werke
- Der Mainzer Kriegsgerichtsprozeß gegen die rheinisch-westfälischen Bergwerksvertreter Fritz Thyssen, Gen. Dir. Kesten, Gen. Dir. Wüstenhöfer, Gen. Dir. Tengelmann, Bergassessor Olfe, Gen. Dir. Spindler. Berlin 1923.
- A. Finger, Friedrich Grimm, Johannes Nagler, F. Oetker: Der Krupp-Prozess. von Stuttgart 1923.
- Der Prozeß Rouzier – Eine Anklageschrift gegen das Unrecht der Besetzung, bearbeitet auf Grund der Prozessakten, mit einer Einleitung von Friedrich Grimm. K. & A. Kaußler, Landau, bzw. Otto Stollberg, Berlin 1927.
  - Le procès Rouzier devant le conseil de guerre de Landau: éxposé de la défense allemande. K. & A. Kaußler, Landau 1927 (französischsprachige Ausgabe)
- Oberleutnant Schulz. Femeprozesse und Schwarze Reichswehr. J. F. Lehmanns, München 1929.
- Vom Ruhrkrieg zur Rheinlandräumung: Erinnerungen eines deutschen Verteidigers vor französischen und belgischen Kriegsgerichten. Hanseatische Verlagsanstalt, 1930.
- Frankreich am Rhein: Rheinlandbesetzung und Separatismus im Lichte der historischen französischen Rheinpolitik. Hanseatische Verlagsanstalt, 1931.
- Das deutsche Nein: Schluss mit der Reparation! Ein letzter Appell. Hanseat. Verlag Anst., 1932.
- Reichsreform und Außenpolitik. Hamburg 1933.
- Das deutsch-französische Verhältnis von Versailles bis zum heutigen Tage. Lohse, Wilhelmshaven 1933.
- Vorwort zu Der Reichstagsbrand-Prozess. Ullstein, Berlin 1934. Das Buch ist eine quasi-staatliche Veröffentlichung.
- Hitlers deutsche Sendung. E.S. Mittler & Sohn, 1934. Zweite Auflage. mit verändertem Untertitel: Hitlers deutsche Sendung: Österreich kehrt heim. Mittler, Berlin 1938.
  - La Mission allemande d’Hitler. Mittler, Berlin 1934.
- Frankreich an der Saar: Der Kampf um die Saar im Lichte der historischen französischen Rheinpolitik. Hanseatische Verlagsanstalt, Hamburg 1934.
- Alfons Sack: Der Reichstagsbrandprozess, Vorw. Friedrich Grimm. Ullstein, Berlin 1934
- Wir sind im Recht!: Deutschlands Kampf um Wehrfreiheit und Gleichberechtigung. Junker und Dünnhaupt, 1935.
- Der Fall Gustloff vor dem Kantonsgericht zu Chur. Schlusswort der deutschen Prozessvertretung, gesprochen am 12. Dezember 1936 im Namen der Zivilklägerin, Frau Wilhelm Gustloff. Essen 1936.
- Die historischen Grundlagen unserer Beziehungen zu Frankreich. Junker und Dünnhaupt, Berlin 1938.
- Versailles in Liquidation. Terramare Office Berlin, 1938.
- Politischer Mord und Heldenverehrung. Deutscher Rechtsverlag, Berlin 1938.
- (als Frédéric Grimm) Hitler et la France. Préface Joachim von Ribbentrop. Plon, Paris 1938.
- Frankreich und der Korridor. Hanseatische Verlagsanstalt, 1939.
- Jacques Bainville: Geschichte zweier Völker: Frankreichs Kampf gegen die deutsche Einheit. Hrsg. und Einleitung Friedrich Grimm. Hanseat. Verlag Anst., Hamburg 1939.
- Poincaré am Rhein. Junker & Dünnhaupt, Berlin 1940.
- Die neue Kriegsschuldlüge. Junker & Dünnhaupt, Berlin 1940.
- Das französische Gelbbuch: Eine Selbstanklage. Dt. Verlag, Berlin 1940. – Über die Schuld Frankreichs am Zweiten Weltkrieg.
  - Le Livre jaune français accuse ses auteurs. Dt. Informationsstelle, Berlin 1940.
- Le Testament politique de Richelieu; Frederic Grimm, Vorwort Fernand de Brinon. Flammario, Paris 1941.
  - Du Testament de Richelieu à Jacques Bainville. Montreux 1941.
- Otto Rippel: Das Werden des britischen Weltreiches: Eine Anklage gegen England. Vorw. Friedrich Grimm. Westdt. Verlagsges., Leipzig 1941.
- Friedrich Grimm; Marcel Déat; René Martel: La France et le corridor polonais. La Technique du Livre, Paris 1941.
- Das Testament Richelieus. Eher Verlag, Berlin 1942.
- Der Grünspan Prozess. F. Willmy, Nürnberg 1942.
- Pseudonym Pierre Dumoulin: L’affaire Grynspan, un attentat contre France. Éditions Jean-Renard, Paris 1942.[128] (Die Öffentlichkeit sollte die Autorschaft von Grimm und der NS-Besatzungsbehörden nicht bemerken.)
- Generalamnestie als völkerrechtliches Postulat: Vortrag [am 12. Februar 1951 in Düsseldorf] Westdeutscher Verlag (Verleger: Friedrich Middelhauve), 1951.
- Politische Justiz die Krankheit unserer Zeit. Bonn 1953 (Neuaufl. Waldemar Schütz, Preussisch Oldendorf 1974).
- Der Fall Kiehn. Ein politischer Prozeß. hdgbw.de.
- Nun aber Schluß mit Rache und Vergeltung! Göttingen 1957.
- Unrecht im Rechtsstaat: Tatsachen und Dokumente zur politischen Justiz, dargestellt am Fall Naumann. Verlag der Deutschen Hochschullehrer-Zeitung, 1957.
- Zwei nach Grimms Tod unter seinem Namen erschienene Bücher: Mit offenem Visier und die Frankreichberichte werden nicht hier, sondern unter Literatur aufgeführt, da sie ohne weitere Belege und Nachweise von Dritten bearbeitet wurden.

## Nachlass
Grimms Nachlass wird im Bundesarchiv Koblenz unter der Kennung N 1120 aufbewahrt. Eine Anzahl von Akten des Nachlasses sind vom Archiv digitalisiert worden und können über die invenio-Datenbank aufgerufen und online gelesen werden.